# Canalul Moscova

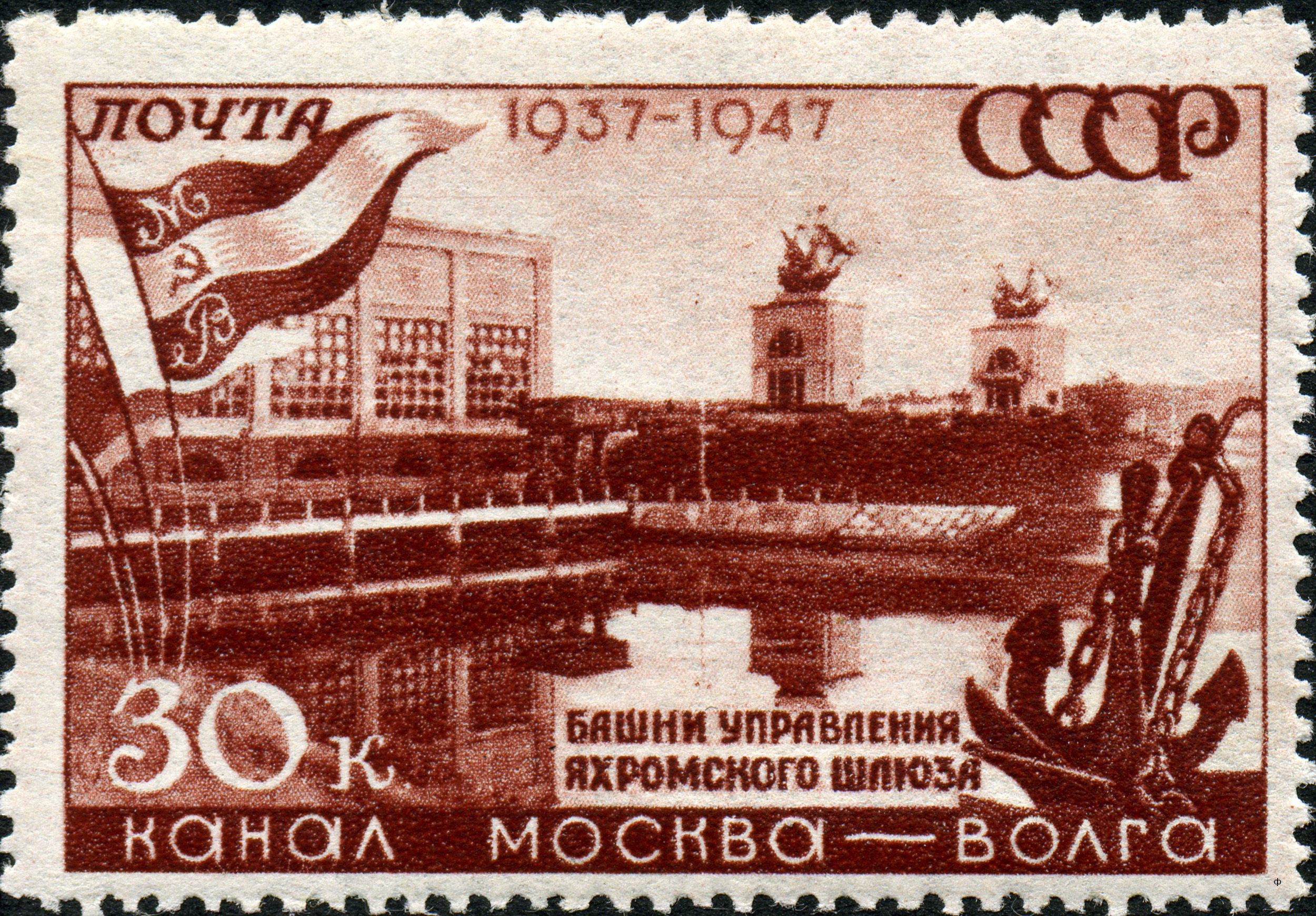
Canalul Moscova-Volga sărbătorit cu un timbru din 1947

Canalul Moscova (în rusă Канал имени Москвы), care s-a numit până în 1947 Canalul Moscova-Volga (канал Москва — Волга), este un canal în Rusia care interconectează fluviile Moscova și Volga. Canalul este situat în orașul Moscova și în Regiunea Moscova. Canalul se leagă de Râul Moscova în Tușino (o zonă din nord-vestul Moscovei), de unde se îndreaptă aproximativ spre nord pentru a se întâlni cu râul Volga în orașul Dubna, chiar în amonte de barajul lacului de acumulare Ivankovo.

## Geografie
Situat în Moscova și Regiunea Tver Rusia, care traversează parțial orașul Moscova. Lungimea este de 128 km. Canalul are o lățime de 85 m la suprafață, 45 m pe fund și o adâncime de 5,5 m. Canalul aprovizionează Moscova mai mult de 60% din consumul total de apă potabilă și industrială . Nivelul apei în punctul de admisie din Volgaîn canal este de 124 m, la ieșire (înainte de barajul Karamîșev de pe Râul Moscova) - 126 m, cea mai înaltă secțiune de 162,1 m este între Iksha și Himki.

## Istoric

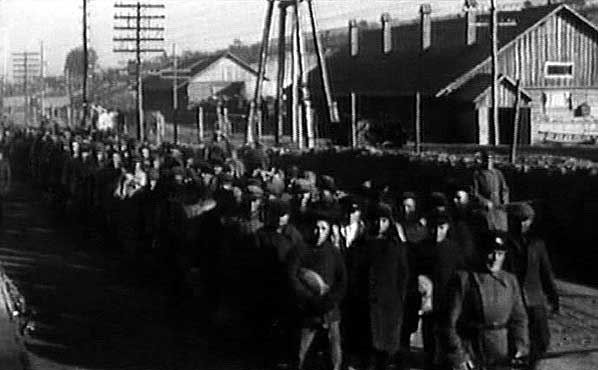
Prizonieri din Gulag la construcția canalului

La începutul anilor 1930, Moscova a început să fie afectată de o penurie de apă potabilă și industrială din cauza creșterii populației, deoarece capacitatea de producție a complexului hidroelectric Rublevski nu a mai satisfăcut nevoile de apă ale capitalei. La plenara din 15 iunie 1931 a Comitetului Central al PCUS (b), în urma raportului lui Lazar Kaganovici despre situația aprovizionării cu apa a capitalei și a altor orașe, s-a decis utilizarea resurselor râului Volga, care curge la 120 km la nord de capitală. Apa din Volga trebuia să asigure atât aprovizionarea cu apă, cât și transportul de mărfuri. 
Plenara CC al PCUS a hotărât construirea „Canalului Moscova-Volga”, încredințând lucrarea Narkomvod al URSS. La 10 octombrie 1931, Comitetul Central al Partidului Comunist al Uniunii Sovietice a adoptat un „Regulamentul întreprinderii de stat «Moskanalstroi» pentru construcția Canalului Moscova-Volga și a portului din Moscova”. Moskanalstroi a primit sarcina să construiască structuri pentru alimentarea cu apă a Moscovei, construirea unui port la Moscova și crearea unei căi navigabile care să lege capitala de Volga.
La 27 februarie 1932, construcția canalului a fost inclusă în rândul „proiectelor de șoc” prin decretul Sovietului Muncii și Apărării din cadrul Sovietului Comisarilor Poporului al URSS.
La 1 iunie 1932, Decretul nr. 859 al Consiliului Comisarilor Poporului din URSS a aprobat traseul canalului prin Dmitrov, cu instrucțiunea „de începere imediată a construcției canalului navigabil Volga-Moscova”, pentru care au fost prevăzuți doar doi ani, până în noiembrie 1934. Comisariatul Poporului pentru Muncă al URSS a fost instruit să aloce suprafețe pentru recrutarea forței de muncă în cadrul departamentului de construcții și să permită ca resursele personale, tehnicienii și echipamentele eliberate de la lucrările la Canalului Marea Albă-Marea Baltică să fie folosite în construcții. Fostul șef al lagărului OGPU Lagărului de muncă Belomorstroi, L. I. Kogan⁠(d), a fost numit șef al departamentului de construcții prin decretul al  Sovietului Comisarilor Poporului al URSS din 28 mai 1932 și ordinul OGPU nr. 536 din 9 iunie 1932.

### Divizarea traseului
La 8 iunie 1932, L. I. Kogan a aprobat o schemă de împărțire a construcției canalului în secțiuni :
1. Savelovo-Fiodorovka (biroul în Savelovo);
2. de la Km 0 la Km 18 (biroul în Ivanțovo);
3. de la km 19 la 35 (biroul în Zaprudnia);
4. de la km 36 la 55 (biroul în Dmitrov);
5. de la km 56 la km 69 (birou în stația Vlaherna);
6. de la km 70 la km 80 (birou în Ikșa);
7. de la km 81 la km 97 (biroul în Dracevo);
8. construcția unui baraj pe râul Kliazma în apropierea satului Pirogovo și în apropierea orașului Mîtișci (biroul în Mîtișci);
9. de la kilometrul 98 la kilometrul 110 (biroul în Hlebnikovo);
10. de la kilometrul 111 la kilometrul 120 (biroul în Himki);
11. de la kilometrul 121 la kilometrul 127 (birou în Ivankovo sau Pokrovskoe-Streșnevo);
12. construcție pe râul Moskva, în apropierea satului Troițe-Lîkovo, cu un birou pe amplasament;
13. construcție pe râul Moskva în apropierea satului Șelepiha cu un birou pe amplasament;
14. construcție pe râul Moskva în apropierea satului Perervî cu un birou pe amplasament.

Din același ordin al lui Kogan, șeful de lucrări și inginerul-șef adjunct  Konstantin Radețky și „ personalul său subordonat” au primit ordin să înceapă lucrările la Dmitrov la 15 iunie 1932, iar prin ordinul nr. 148 din 19 august 1932 întregul departament de construcții a fost transferat la Dmitrov până la 1 septembrie.
Proiectantul principal al canalului a fost inginerul Serghei Juk (adjunct - Vladimir Jurin, șeful departamentului de producție - N.V. Nekrasov, și inginerul Fiodor N. Greveniț]]).
La 23 decembrie 1932, a fost înființat „Sectorul pentru proiectarea structurilor metalice ale canalului Moscova-Volga” în cadrul organizației „Soiuzstalmost” (din subordinea Comisariatului Poporului pentru Industria Grea) condusă de Vladimir Grigorievici Șukhov, academician de onoare al Academiei de Științe a URSS. Simplul fapt al participării echipei lui Șuhov, care avea experiență în construcția de porți pentru docuri plutitoare, a asigurat atât proiectarea competentă din punct de vedere tehnic, cât și realizarea ulterioară a structurilor hidraulice ale canalului.
[[File:Yagoda kanal Moskva Volga.jpg|250px|thumb|right|Conducerea NKVD-ului însărcinată cu construcția canalului - în centru - șeful NKVD Ghenrih Iagoda, în spatele lui - primul secretar al Comitetului orășenesc de partid din Moscova Nikita Hrușciov

### Construcția
Ordinul OGPU nr. 889 din 14 septembrie 1932 a înființat  lagărul de muncă corecțională OGPU Dmitrov, care a fost condus de A. E. Sorokin, fostul șef al aprovizionării din Gulag, șef al Diviziei 5. Resursele de la Canalul Marea Albă-Marea Baltică  au fost transferate către noua administrație a „Dmitlag”.
Numărul de prizonieri folosiți simultan la construcția canalului s-a ridicat la 196.000 . Igor Kuvîrkov, angajat al Muzeul de Istorie și Artă Dolgoprudni, a estimat că numărul prizonierilor care au trecut prin lagăr pentru construcția canalului a fost de 600.000-700.000 . Dintre aceștia, au fost înregistrate în spitale 2.842 de decese. În plus, au murit oameni în accidente la locul de muncă sau alții au fost împușcați{sfn|Фомина|2017}}.
Pe 4 iunie 1934, o delegație formată din Stalin, Kaganovici, Iagoda, Kuibîșev și Voroșilov a vizitat ecluzele 7 și 8. În septembrie 1934, au fost finalizate lucrările la primul kilometru pilot al canalului dintre Dmitrov și Iahroma. La 14 iunie 1936, ziua în care a fost promulgat proiectul noua Constituție, Stalin a vizitat ecluza Pererva.
La 17 aprilie 1937 s-a făcut umplerea cu apă a întregului traseu al canalului Moscova-Volga.
În 1947, când s-au sărbătorit 800 de ani de la prima menționare în documente a orașului Moscova, canalul a fost redenumit în onoarea capitalei.
Organizația de exploatare a canalului este „Instituția Bugetară a Statului Federal (FGBU) Canalul Moscova” (care este diferită de „Societate pe Acțiuni Mosvodokanal”, cea care asigură alimentarea cu apă și serviciile da canalizare pentru capitală ).
Din 14 martie 2017, „FGBU Canalul Moscova” este condusă de G. V. Elianiușkin, fostul vicepreședinte al guvernului Regiunii Moscova.
În 2019 și în prima jumătate a anului 2020, nu a existat navigație între lacul de acumulare Himki și râul Moscova din cauza unei infiltrări de apă în tunelul auto.

## Ruta de transport

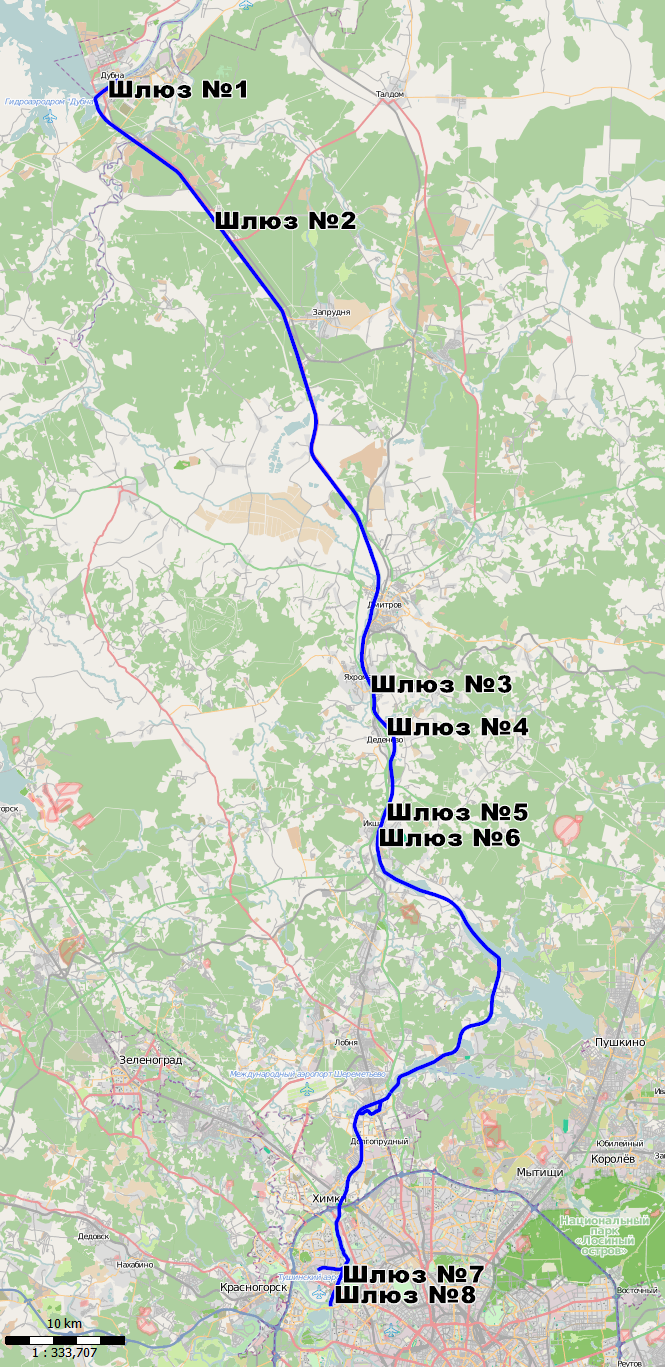
Harta canalului

Lungimea totală a canalului este de 128 de kilometri. Particularitatea Canalului Moscova, care îl deosebește de multe canale din lume, este că nu este un canal gravitațional, ci un canal „energetic”: apa din râul Volga până în zona bazinului hidrografic este ridicată de pompe pe cinci trepte (prima are 6 m, iar restul de patru au o înălțime de 8 m). La capetele treptelor sunt amplasate ecluze. Canalul pornește de la lacul de acumulare Ivankovo (în apropierea orașului Dubna), unde se află ecluză și [[hidrocentrală|hidrocentrala Ivankovskaia, și se unește cu râul Moscova în zona raionului Șciukino din Moscova. Pe primii 74 km, canalul urcă de-a lungul versantului nordic al Crestei Klins-Dmitrov, înălțimea ajungând la 38 de metri. În cadrul acestei secțiuni există 5 ecluze (de la a doua până la a șasea). Canalul traversează apoi bazinul hidrografic Volga-Oka și coboară spre râul Moscova. Lungimea acestei secțiuni este de 50 de kilometri. În această secțiune, traseul canalului Moscova trece prin mai multe lacuri de acumulare (Ikșinskoe, Pestovskoe, Pialovskoe, Kliazminskoe și, în cele din urmă, Himkinskoe). 19,5 kilometri din lungimea canalului reprezintă drumul prin lacurile de acumulare. Traseul navigabil principal al canalului se termină la Portul și gara fluvială Severnîi (Nordică). În ultimul tronson (cel mai scurt, cu o lungime de 3 km), canalul coboară 36 de metri până în albia râului Moscova. Aici există două ecluze, nr. 7 și nr. 8, între care canalul a fost construit între diguri artificiale (în special peste autostrada Volokolamsk). Debitul de apă este utilizat pentru producerea de energie în centralele hidroelectrice. Alte trei ecluze, nr. 9-11, nu sunt situate pe canalul propriu-zis, ci fac parte din hidrocentralele din aval de râul Moscova: Karamîșev și Nagatinski (Perervinsk).

## Funcționalitate
Canalul alimentează Moscova cu apă Moscova, servește pentru udarea Râul Moscova (anual 1,5-2km3) de apă din Volga curg prin canal, furnizează energie electrică multor întreprinderi din regiunea Moscovei (canalul are un total de 8 hidrocentrale]]) și creează cea mai scurtă legătură de transport de apă între Moscova și Volga superioară. Datorită sistemului de canale (Belomorkanal, Volga-Don), capitala a căpătat numele de „port la cinci mări” - Marea Albă, Marea Baltică, Marea Caspică, Marea Azov și Marea Neagră. Principalul terminal de marfă este „Portul fluvial Severnîi (Nordic)” din capitală. În perioada sovietică, canalul a transportat materiale de construcție, lemn, cereale, legume, petrol, cărbune, diverse autovehicule și alte mărfuri. În Hlebnikovo, a fost construită Uzina de Construcții de Mașini și Reparații Navale, care a existat până la începutul anilor 2000. În prezent (2016), fosta uzină găzduiește portul de iahturi din Moscova, care oferă servicii de depozitare a iahturilor pe tot parcursul anului. Până în 2006, era posibil să se ajungă foarte repede la unele așezări de-a lungul canalului cu ajutorul unor nave  cu aripi portante „Raketa”. În anii 1970, au fost construite dane de pasageri, care pot fi folosite de nave de pasageri de orice tip.
Canalul Moscovei a avut și o importantă funcție de recreere. Pe malurile sale au existat numeroase case de vacanță și centre de recreere, sanatorii cu clădiri cu mai multe etaje, pensiuni, complexe hoteliere, baze de pescuit. În perioada sovietică au fost construite mai mult de o sută de obiective de recreere. Toate aceste obiecte corespundeau celor mai moderne tendințe din acea vreme. La începutul anilor 2000, a început închiderea în masă a acestor unități, cu demolarea ulterioară a clădirilor și construirea pe teritoriile eliberate de cluburi private de iahturi și case rezidențiale individuale. Astfel, suprafețe semnificative de pe malurile lacurilor Canalului Moscova au fost pierdute pentru utilizarea generală de agrement.

## Activitatea de transport
La uzina Krasnoie Sormovo a fost construită o flotilă de nave de pasageri pentru distanțe lungi și transport local: cinci nave de lung parcurs de tip „Riazan”, șase nave cu motor de 300 de locuri ale de tip „Levanevski” și șase nave mici cu motor de tip „Gromov”. În zilele noastre mai este în funcțiune pe canal o singura navă cu motor, „Maxim Gorki”, construită anume pentru I. V. Stalin în 1934 și restaurată în 2003-2006. Pentru transportul de mărfuri pe canal au fost construite 21 remorchere și 83 de barje.
În perioada sovietică, canalul a fost folosit de un număr mare de nave cu motor care operau în diverse curse pe distanțe lungi, inclusiv Moscova. - Iaroslavl, Moscova - Astrahan, Moscova - Rostov-pe-Don. Canalul a fost, de asemenea, folosit de un număr mare de nave cu aripi portante de tip Raketa, care au operat pe rute de mare viteză pentru navetiști. Până în 2006, după anularea completă a subvențiilor, rutele de călătorie pe distanțe lungi și rutele de călătorie suburbane de mare viteză au fost închise. Unele dintre navele cu motor care operau pe aceste rute au fost scoase din uz și ulterior casate, în timp ce navele rămase au fost adaptate pentru a fi utilizate pe rutele de croazieră și de agrement. În 2016, canalul a întrerupt operarea ultimelor două nave cu aripi portante de tip „Raketa” construite la Moscova, care operau pe o rută de agrement. În prezent, pe canal navighează de nave cu trei și patru punți, de diferite tipuri, care operează pe rute de croazieră. Principalele rute de croazieră sunt croaziere de trei zile în weekend: Moscova - Uglici - Moscova, Moscova - Tver - Moscova. Există, de asemenea, rute de croazieră pe distanțe lungi către Sankt Petersburg, Isulele Solovețki, Perm, Ufa și altele.
În prezent, canalul transportă în principal mărfuri vrac, materiale de construcții și diverse mărfuri agabaritice.
Pe canal au rămas două treceri de feriboturi cu cablu pentru transportul auto la Dubna și Meldino.

## Structuri tehnice și arhitectonice
Canalul Moscova include peste 240 de structuri hidraulice. 

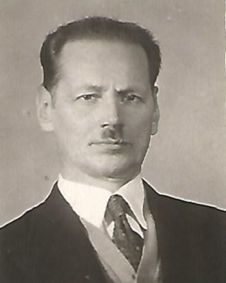
Konstantin K. Kupalov-Iaropolk, șeful departamentului de construcție a ecluzelor Canalului Moscova

Proiectarea structurilor metalice și a mecanismelor ecluzelor și porților de ecluză Canalului Moscova și implementarea ulterioară a construcției acestora în 1932 a fost încredințată unei echipe din cadrul Institutului de Proiectare Giprostalmost al Comisariatului Poporului pentru Industria Grea, care avea deja experiență în construcția de porți plutitoare pentru docuri. În cadrul acestei organizații s-a format sectorul de proiectare, iar apoi sectorul de construcție, care mai târziu a devenit un departament. Acesta din urmă a fost condus de inginerul Konstantin Konstantinovici Kupalov-Iaropolk. În timpul perioadei de proiectare a Canalului Hidrologic din Moscova, departamentul condus de K. K. Kupalov-Iaropolk a fost transferat în noiembrie 1934 la Direcțiă de Lucrări a Canalului Moscova-Volga „Hidromontaj” din cadrul Comisariatului Poporului pentru Industria Grea al URSS.
Au fost realizate lucrări foarte complexe și de mare precizie, în care asamblarea și instalarea structurilor de oțel s-a realizat simultan cu asamblarea și instalarea mecanismelor și a diferitelor elemente și detalii încorporate și cu montarea și etanșarea lor. Ecluzele cu o singură cameră ale Canalului Moscova sunt camere de beton cu înălțimi diferite ale pereților în funcție de presiunea la care sunt supuse. Capul superior al ecluzei are o poartă segmentată formată din traverse, ferme transversale și două picioare susținute de balamale din oțel turnat. Pentru a umple camerele, porțile sunt ridicate cu aproximativ 1 m, iar atunci când nivelul apei în amonte și în cameră este egalat, acestea sunt coborâte într-o nișă, deschizând un pasaj liber pentru nave. Porțile de la capul inferior sunt porți de tablă cu două foi care se rotesc pe lagăre cu bile. Dispozitivul de tracțiune este format din cabluri din oțel galvanizat înfășurate pe tamburii unor trolii amplasate pe socluri. Apa este eliberată din camere prin deschiderea scuturilor plate ale galeriilor de apă care trec prin fundații.
Structurile metalice reprezintă partea principală a complexului Canalului Moscova, care asigură un flux de apă neîntrerupt pe toată lungimea canalului. Aceste structuri de pionierat au fost puse în funcțiune începând cu 17 aprilie 1937 până în prezent.
Structurile canalului creează un ansamblu arhitectural deosebit. Fiecare ecluză are un aspect special. Turnurile ecluzelor au vârfurile sub formă de suprastructuri decorative sau sculpturi. Cea mai mare construcție a Canalului Moscova este Gara fluvială de Nord (Himki). Turnurile din partea superioară seamănă cu arcuri de triumf. La ecluza nr. 5 este instalată sculptura „Fata care poartă o corabie”. La ecluza nr. 3, turnurile sale de granit sunt încoronate cu modele de nave care amintesc de caravelele lui Cristofor Columb.

### Baraje
Principalele structuri ale Canalului Moscova, ca în cazul oricărui complex hidrotehnic mare, sunt barajele. În total, pe canal au fost construite 10 baraje, dintre care șapte sunt din pământ și trei din beton..

#### Barajele din pământ
1. Barajul Akulovskaia
2. Barajul Ivankovskaia (Lacul de acumulare Ivankovskaia)
3. Barajul Ikșinskaia (Lacul de acumulare Ikșinskoe)
4. Barajul Pestovskaia (Lacul de acumulare Pestovskoe)
5. Barajul Pirogov (Lacul de acumulare Kliazma)
6. Barajul Pialovskaia (Lacul de acumulare Pialovskoe)
7. Barajul Himki (Lacul de acumulare Himki)

#### Barajele din beton
1. Barajul Ivankovskaia (Hidrocentrala Ivankovskaia)
2. Barajul Karamîșevskaia (Hidrocentrala Karamîșevskaia)
3. Barajul Perervinskaia (Complexul hidroelectric Perervinskaia)

### Ecluze
Au fost construite 8' ecluze de-a lungul traseului de 128 de kilometri al canalului: una pe râul Volga la Dubna, cinci pe versantul nordic al canalului și două pe versantul sudic. Trei ecluze au fost create pe râul Moscova pentru a asigura navigația în interiorul orașului. Toate ecluzele canalului sunt automatizate. Dimensiunile totale de lucru ale camerei sunt de 290×29 metri.
1. Ecluza 1 (Dubna)
2. Ecluza 2 (Tempî)
3. Ecluza 3 (Iahroma)
4. Ecluza 4 (Dedenebo)
5. Ecluza 5 (Ikșa)
6. Ecluza 6 (Ikșa)
7. Ecluza 7 (Tushino) cu două sasuri
8. Ecluza 8 (Tushino) cu două sasuri
9. Ecluza 9 (Mniovniki) capacitatea sasului poate fi redusă pentru ca să permită trecerea doar a vaselor de dimensiuni mici.
10. Ecluza 10 (Nagatino)
11. Ecluza 11 (Nagatino) proiectată pentru trecerea vaselor mici. În prezent funcționează ca doc de reparații.

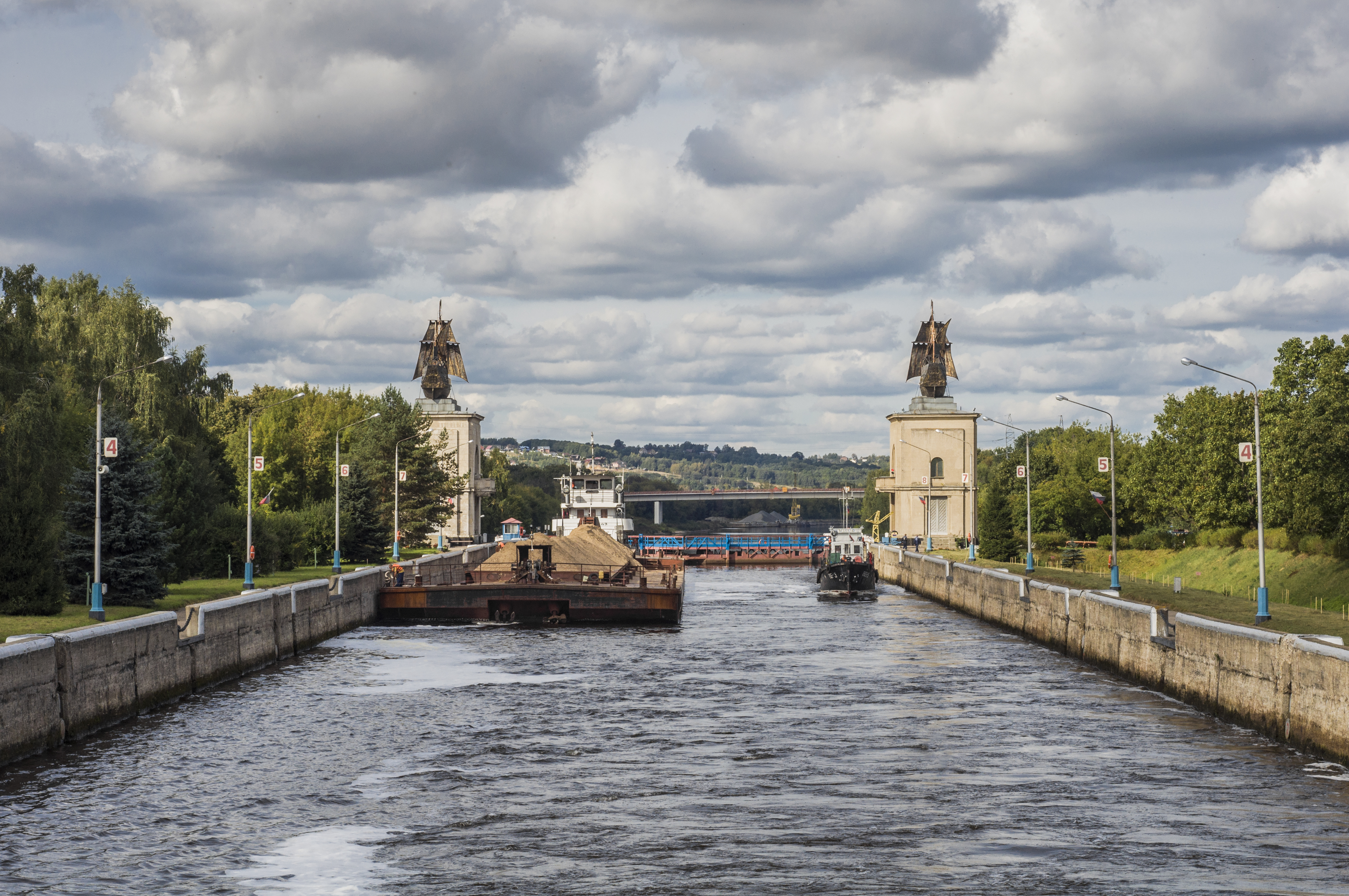
Ecluza 3
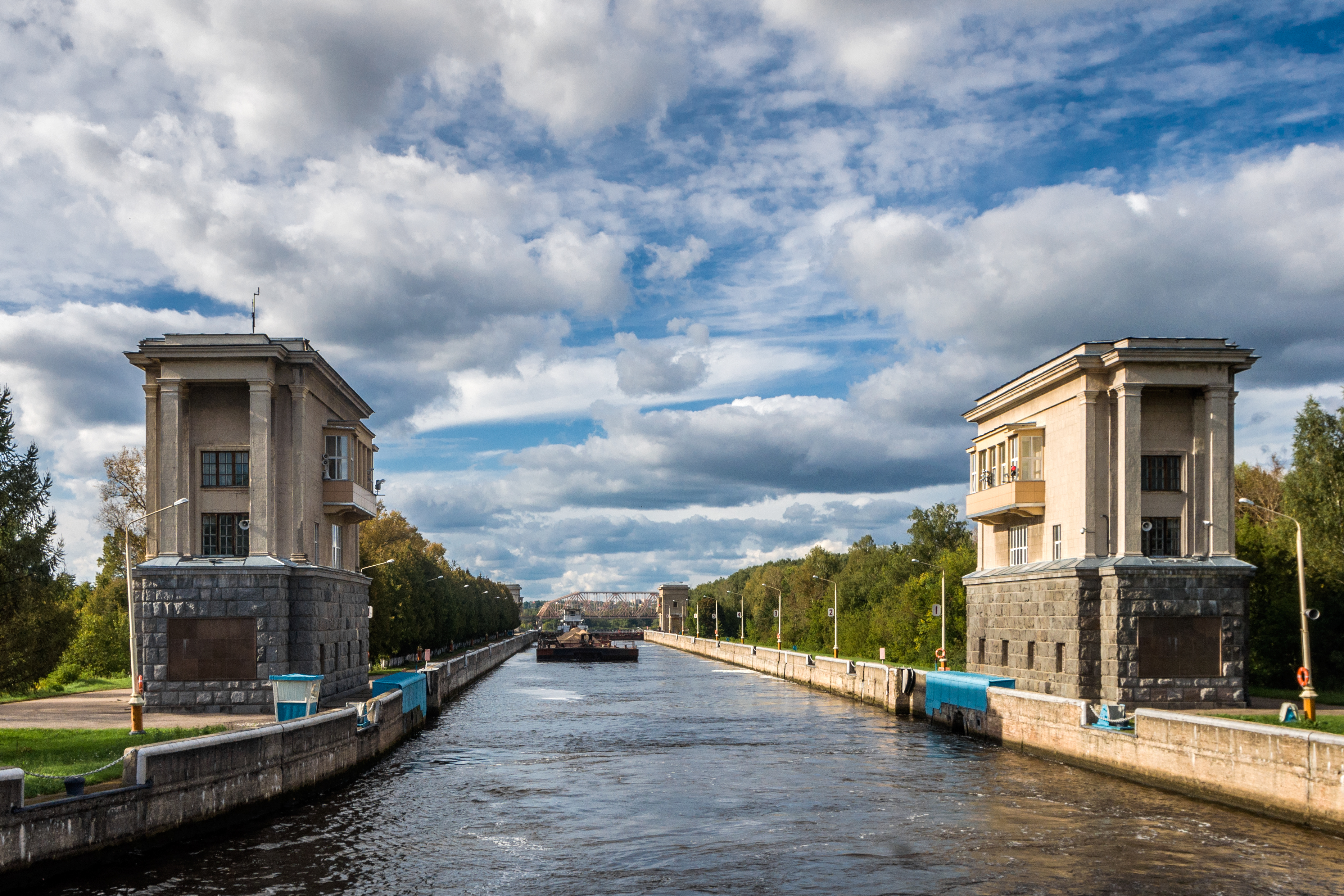
Ecluza 4
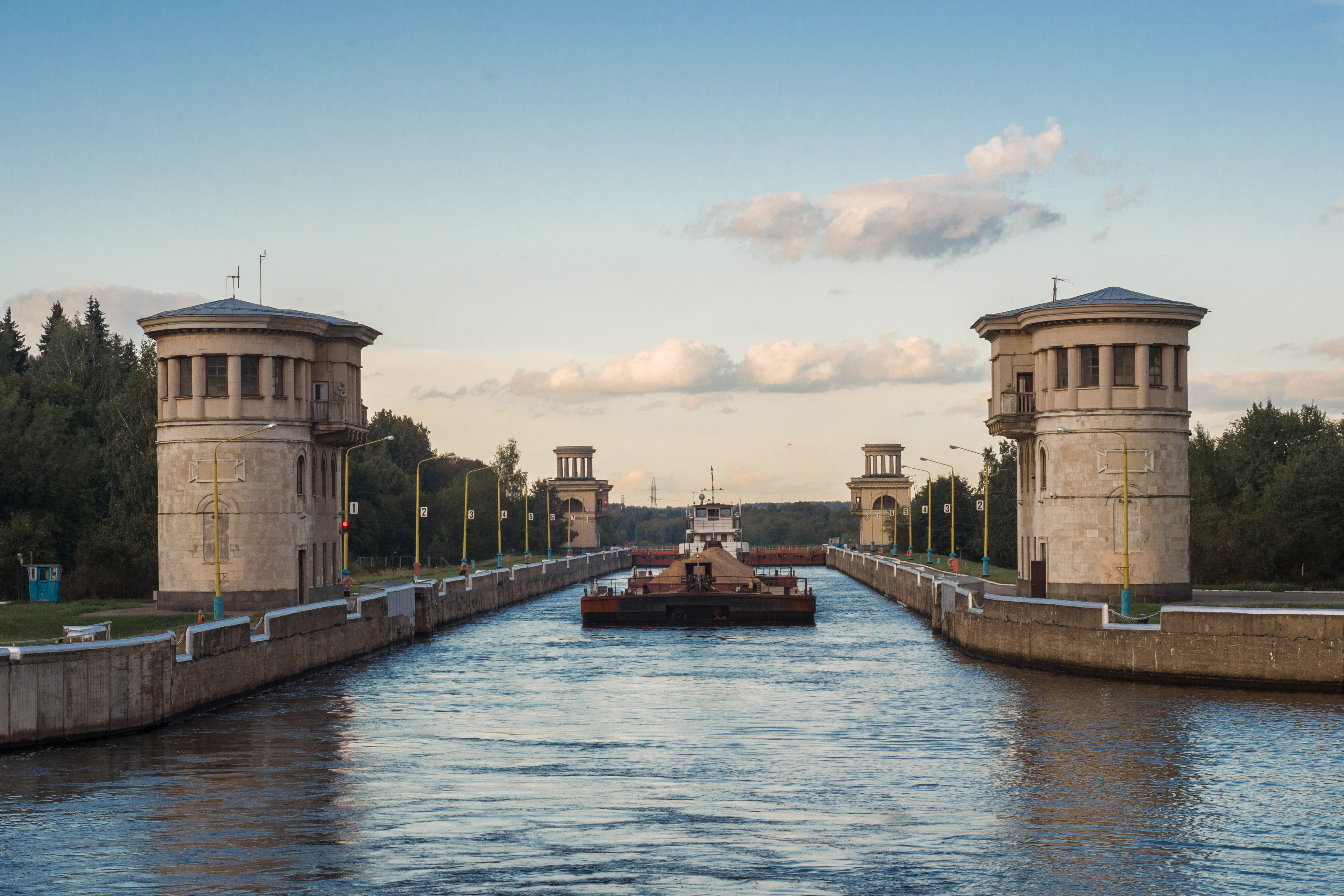
Ecluza 5
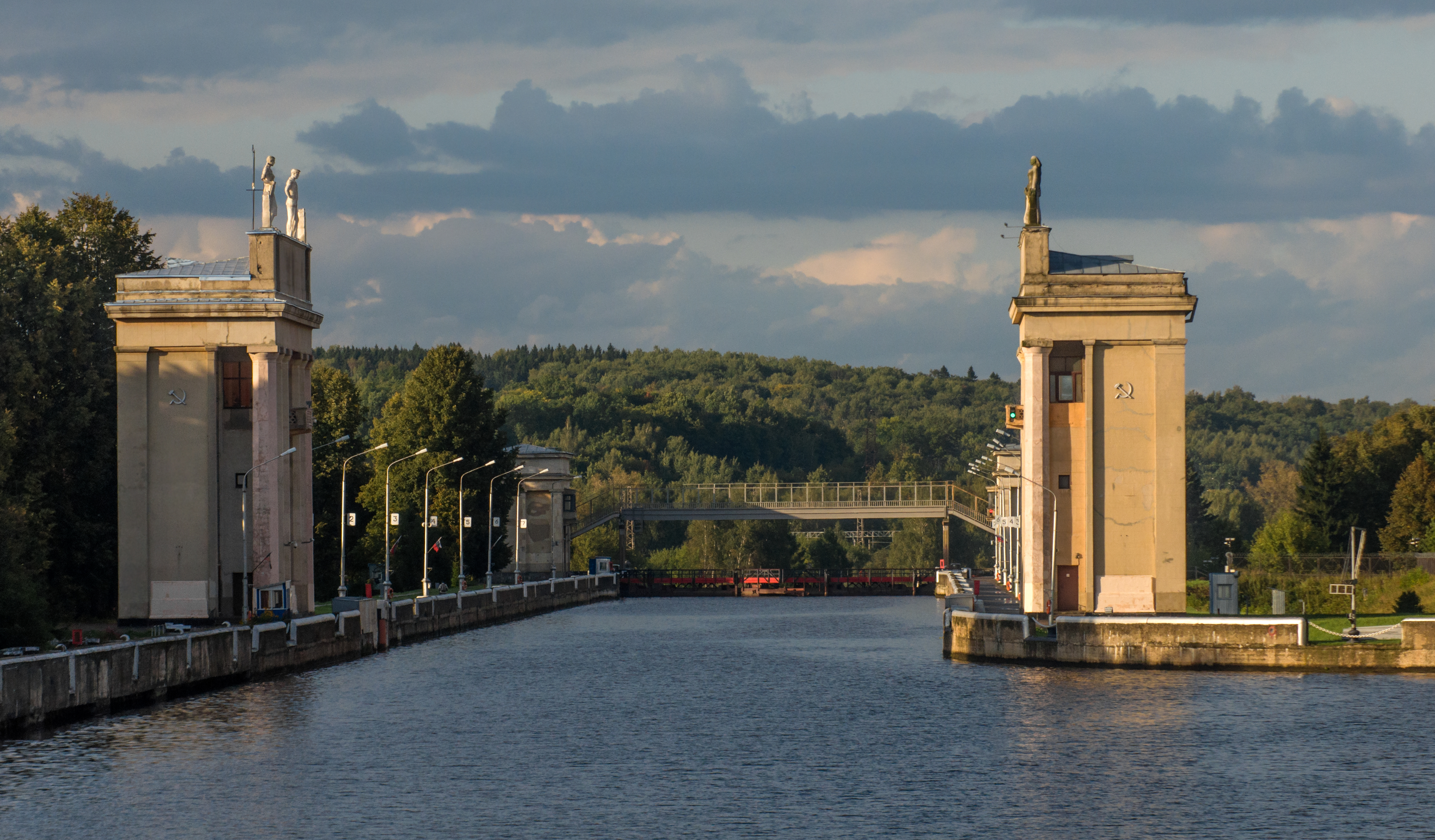
Ecluza 6
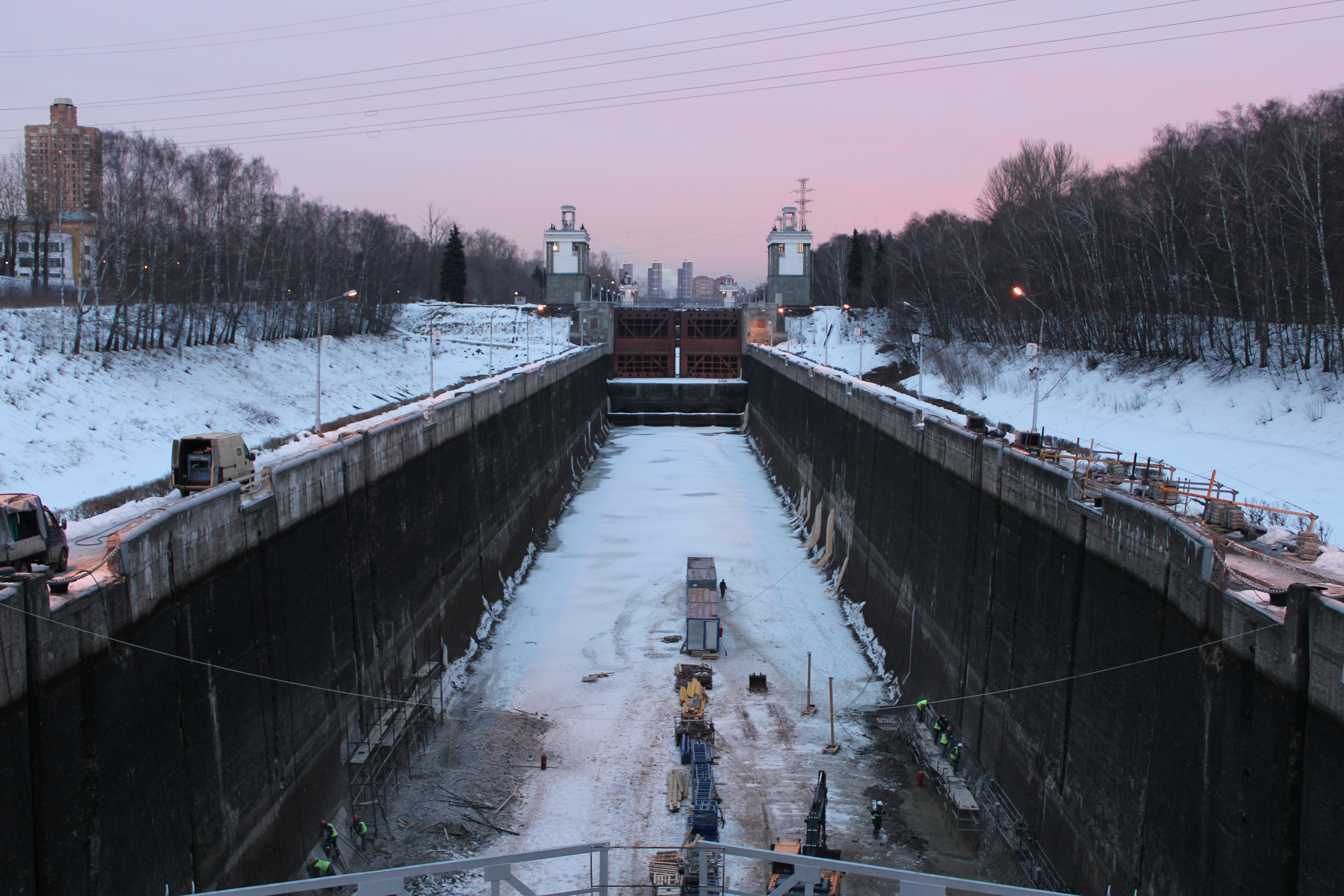
Ecluza 7
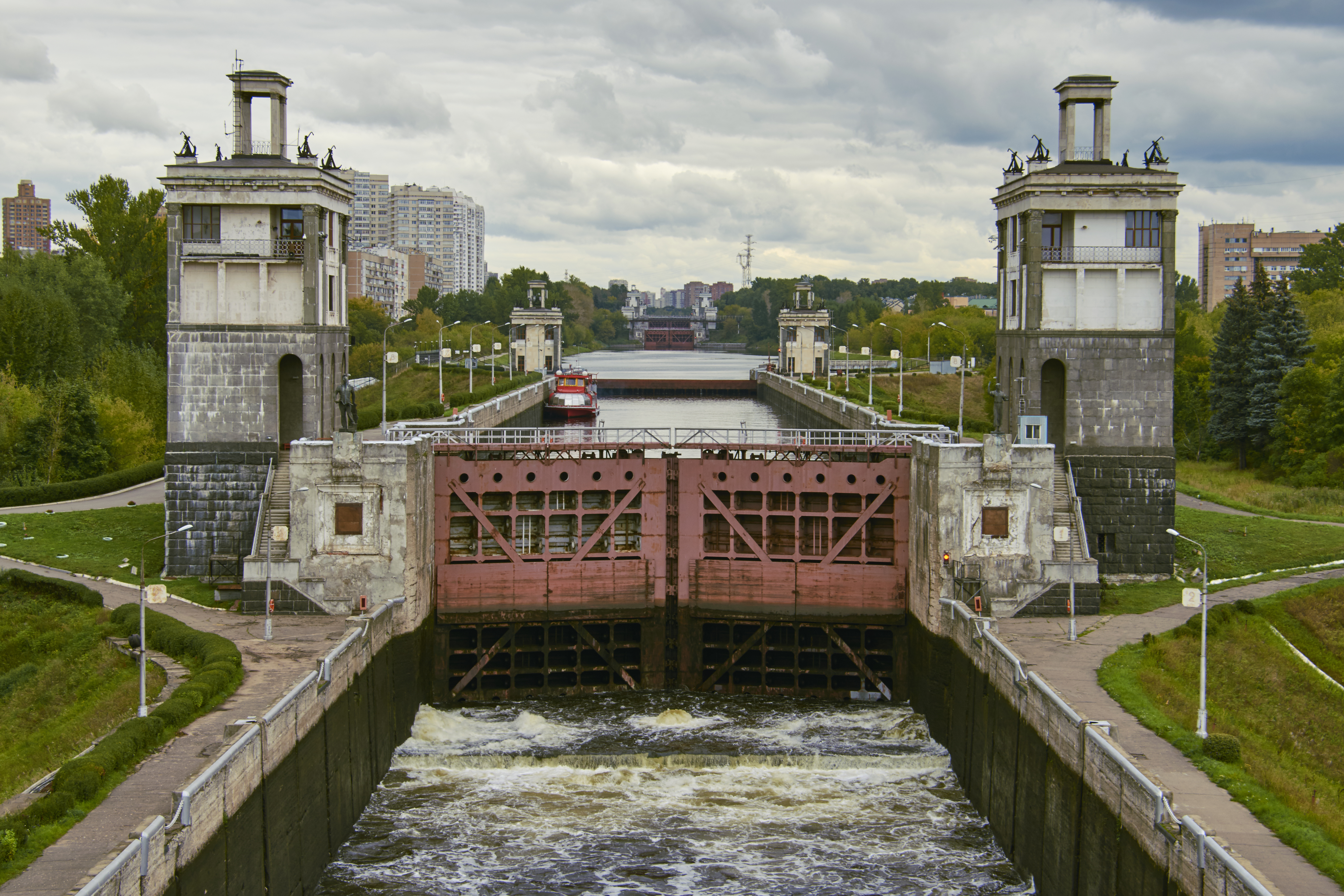
Ecluza 8
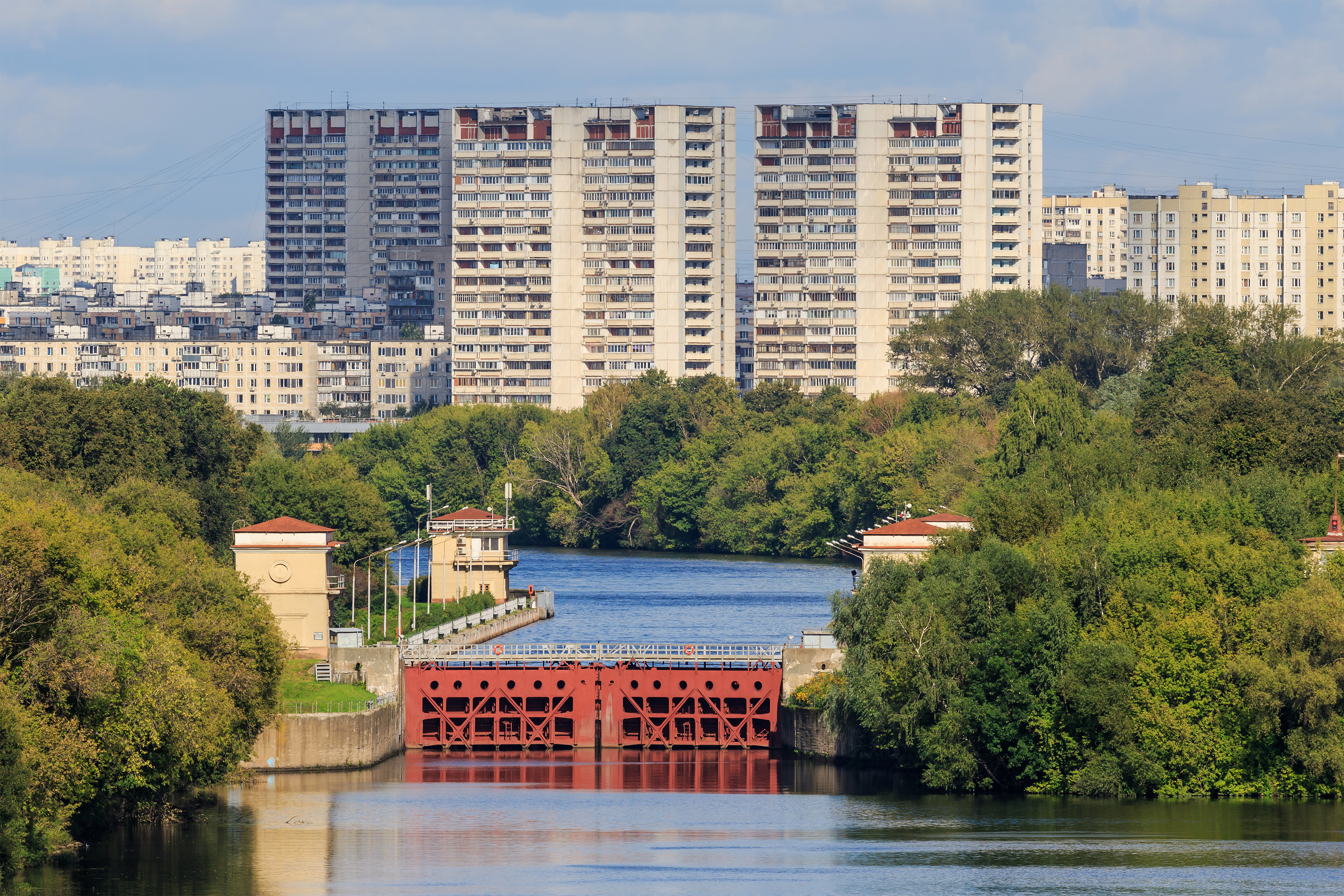
Ecluza 10

### Hidrocentrale
În timpul construcției canalului au fost construite șapte hidrocentrale. Două centrale hidroelectrice (Novo-Tverețkaia și Novo-Țninskaia) au fost adăugate mai târziu canalului.
1. Akulovskaia
2. Ivankovskaia
3. Karamîșevskaia
4. Listvianskaia
5. Novo-Tverețkaia
6. Novo-Țninskaia
7. Perervinskaia
8. Pirogovskaia
9. Shodnenskaia

### Stații de pompare
1. 182 Tempî
2. 183 Iahroma
3. 184 Komsomolskaia
4. 185 Ikșa-II
5. 186 Ikșa-I

Debitul de apă pompat pe canal atinge 100-120 m3/s.

### Porturi, gări fluviale
- Gara fluvială nordică
- Portul fluvial nordic
- Gara fluvială sudică
- Portul fluvial sudic
- Port fluvial vestic

### Debarcadere

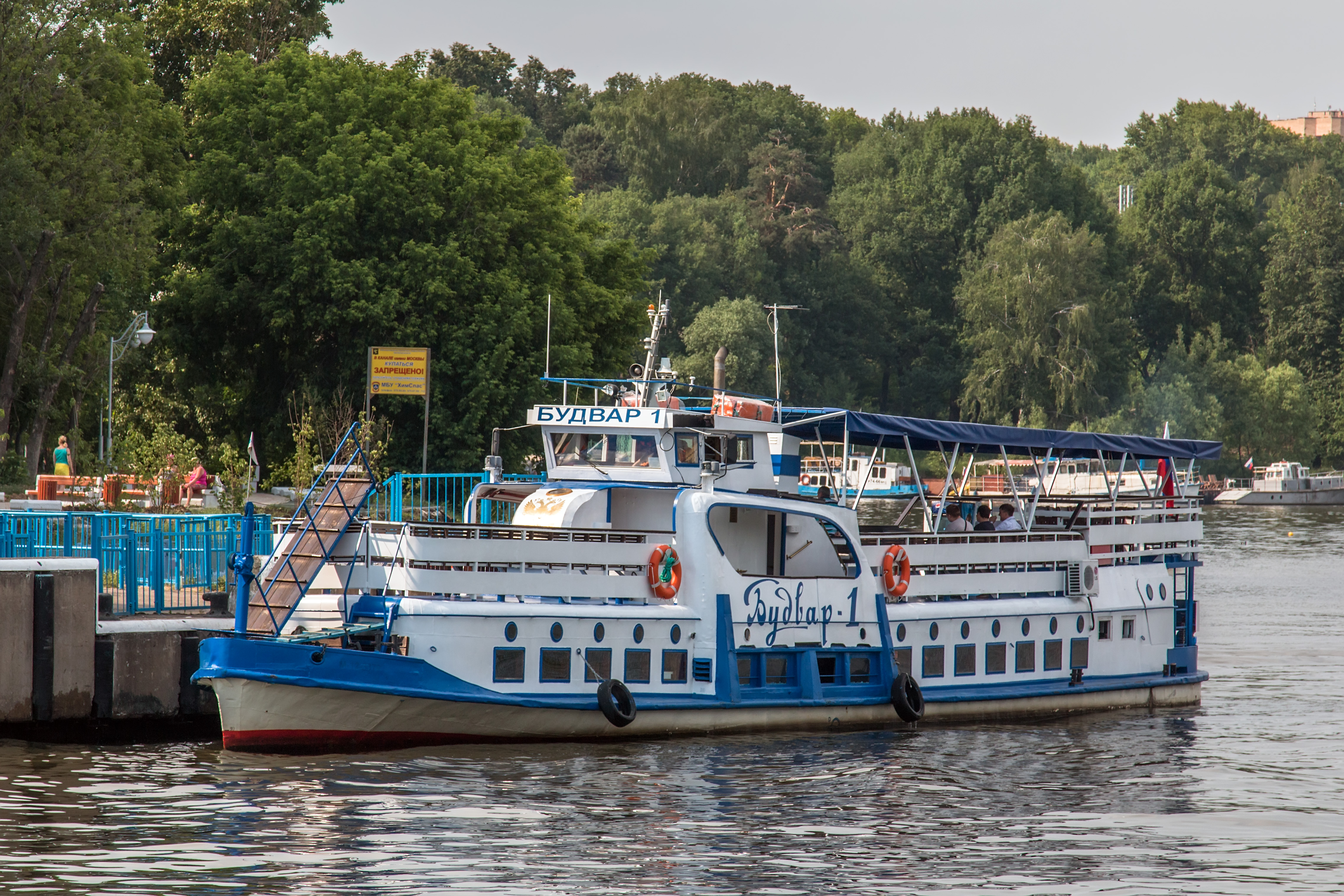
Nava cu motor Budvar-1 la debarcaderul din Himki

De-a lungul canalului au fost create următoarele debarcadere (categoria debarcaderului este indicată între paranteze):
- (II) - Aksakovo
- (I) - Golful Bucuriei
- (III) - Vitenevo
- (III) - Vodniki
- (I) - Gorki
- (III) - Dmitrov
- (II) - Zeleny Mîs
- (I) - Ikșa
- (II) - Lesnoe
- (II) - Mihaliovo
- (I) - Novoselțevo
- (I) - Pirogovo
- (III) - Rojdestrovo.
- (III) - Serebrianîi Bor
- (II) - Solnecinaia Poliana
- (III) - Sorevnovanie
- (III) - Stepankovo
- (II) - Tișkovo
- (II) - Troițkoe
- (III) - Udarnaia
- (I) - Hvoinîi Bor
- (III) - Himki
- (II) - Hlebnikovo
- (II) - Ciornaia Recika
- (II) - Civeriovo
- (III) - Iahroma

### Poduri
Următoarele poduri traversează Canalul Moscova:
- Podul rutier Tatișcevski, în apropierea satului Tatișcevo și a intersecției dintre A-104 și linia de cale ferată Savelovski.
- podul auto Rogacevski din Dmitrov
- podul rutier Iahromski din orașul Iahroma
- Podul de cale ferată Iahromski de lângă satul Dedenevo
- Podul de autostradă al inelului mic al Moscovei (autostrada A-107) lângă satul Morozki
- Trecere pietonală de pe malul drept spre (și prin) ecluza 6 în apropierea gării fluviale Ikșa
- Podul rutier de pe Autostrada Dmitrovskoie (autostrada A-104) peste lacul de acumulare Kliazma
- Podul de cale ferată Hlebnikovski (Dolgoprudnîi)
- Podul de cale ferată Himkinski (calea ferată Oktiabrskaia) peste lacul de acumulare Himkinskoe
- Podul rutier Himki (șoseaua de centură a Moscovei) peste lacul de acumulare Himki.
- Podul rutier Leningradski peste rezervorul Himki
- Podul de cale ferată Bacelisa (calea ferată Rijski) peste sasul inferior al ecluzei 8.

### Barierele de protecție
„În cazul acestui canal, care este protejat pe distanțe mari de diguri, este posibil ca barajele care îl protejează să fie deteriorate sau să se rupă, ceea ce poate provoca daune grave canalului în sine și așezărilor situate pe teritoriile adiacente. În plus, pot exista cazuri în care vor fi necesare reparații majore ale structurilor artificiale de pe canal (canale de subtraversare, conducte etc). Prin urmare, în cursul funcționării, poate fi necesar să se deconecteze o anumită secțiune a canalului de la sistemul general și să se dreneze pe perioada reparației. Prin urmare, canalul de apă navigabilă este împărțit în mai multe secțiuni prin intermediul unor Bariere mobile, care permit deconectarea secțiunilor și lacurilor separate de la sistemul general de canale. Barierele mobile sunt deosebit de necesare în special la bazinul hidrografic, deoarece acesta din urmă include o serie de rezervoare (Ikșinskoe, Pestovskoe, Pialovskoe, Kliazminskoe, Himkinskoe). Deteriorarea peretelui frontal al unuia dintre aceste lacuri, în absența unei bariere de protecție, ar putea determina scurgerea întregii mase de apă din bazinul hidrografic, ceea ce ar putea provoca daune semnificative.”

## Personalițăți asociate cu canalul
- Viitorul patriarh al Bisericii Ortodoxe Ruse Pimen a lucrat timp de trei ani la construcția canalului ca prizonier[23][24].

## Luptele pentru apărarea Moscovei
Structurile Canalului Moscova au fost folosite în timpul  Operațiunea de apărare a Moscovei din 1941-1942. Planul Wehrmachtului era să încercuiască Moscova dinspre nord și sud „ca într-un clește”. Pentru a împiedica acest lucru, apa din canal și din lacurile de acumulare (conducta nr. 170) a fost deversată în calea trupelor germane care înaintau dinspre nord, ceea ce a oprit înaintarea lor în această direcție.

## Istoricul transportului pe apă pe Volga și Moscova

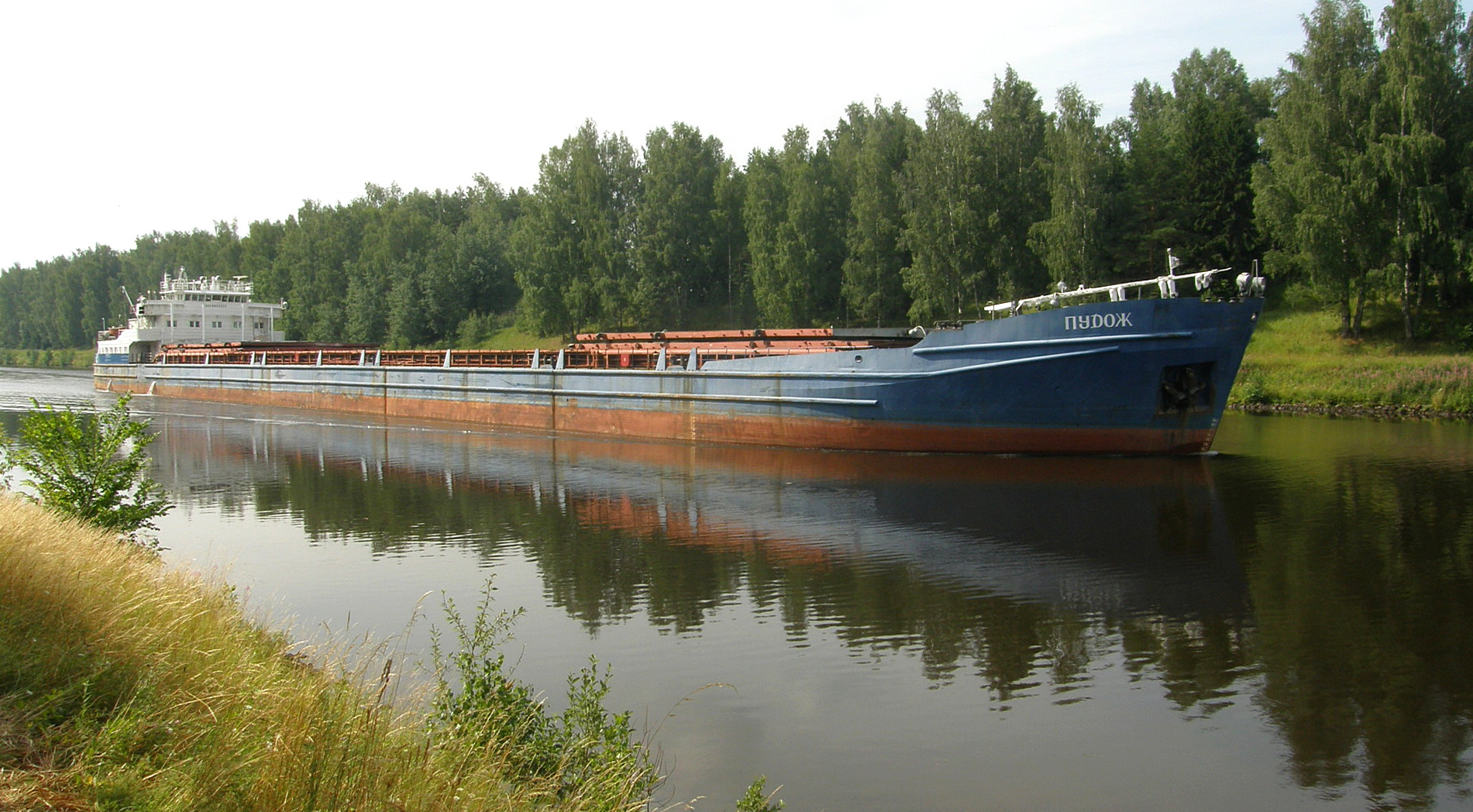
Nava cu motor „Pudoj” trece prin Canalul Moscova

- O cronică veche rusă din 1135 descrie o altă rută de la Volga la râul Moscova. Negustorii din Novgorod o foloseau pentru a naviga spre Moscova și mai departe: de-a lungul râului Oka spre Kolomna, Kaluga, Serpuhov și Riazan și peste Oka de-a lungul râului Kliazma spre Vladimir. De pe Volga au ajuns în râul Șosha, apoi în râul Lama, apoi au fost transportat pe uscat până la Lacul Trosten, și prin râurile Ozerna, Ruza, până în râul Moscova.
- În analele din 1181, orașul Dmitrov este menționat ca un centru comercial și de transport importnt. Prin satul Rogaciovo treceau rutele comerciale fluviale care făceau legătura între  Marele Cnezat Vladimir-Suzdal și nordul Rusiei. Satul era ultima frontieră pe unde navele grele de marfă puteau urca pe râul Iahroma care se varsă în Volga. Exista un punct de transbordare, unde mărfurile erau reîncărcate pe nave mai ușoare, care le duceau în amonte spre Dmitrov. Pe uscat, orașul era legat de cursul superior al râului Kliazma, de unde mărfurile erau transportate pe uscat și puteau fi reîncărcate pe nave și livrate către Vladimir. Cu toate acestea, ruta comercială de-a lungul râurilor Iahroma și Sestra și-a atins pe deplin potențialul abia în secolele XV-XVI, când Moscova, nu Vladimirul a fost legată de Volga.

- Petru cel Mare intenționa să conecteze râurile Moscova și Volga pentru ca să consolideze rolul orașului Moscova ca centru comercial și industrial [27]. Planul de construcție a canalului Moscova-Volga datează din ultimii ani ai domniei lui Petru cel Mare (1721-1722). Au fost propuse trei variante:

1. De la râul Moscova, spre nord pe râul Iauza până la confluența cu Lihoborka, apoi de-a lungul Lihoborkăi până la Korovie Vrag, de unde urma să fie săpat un canal de 8 verste până la Kliazma, apoi de-a lungul Kliazmei până în satul Voskresenskoe, unde era planificat un canal de 1,5 verste până la râul Kamenka. Cursul urma să fie spre sud pe Kamenka până la râul Volgușa, în jos pe Volgușa până la Iahroma și spre sud pe Iahroma până la Dmitrov. Proiectul prevedea 123 de ecluze de-a lungul a 128 de verste.
2. De la râul Moscova până la Istra, de-a lungul Istrei până la râul Katîș, spre nord pe Katîș până la pârâul Podora. Urma construit un canal de 3,5 verste până la râul Sestra și de-a lungul râului Sestra până la debarcaderul Rogacevskaia. Proiectul prevedea 123 de ecluze pe o lungime de 228 verste.
3. De la râul Moscova în nord pe râului Iauza până la satul Mîtishci. De la Iauza, prin râpa Rabotnîi ar fi fost necesar să se sape 8 verste până la râul Kliazma, apoi de-a lungul Kliazmei până la râul Ucea, unde s-ar fi săpat un canal de 8 verste, apoi de-a lungul râului Ucea până la râul Viaz, de-a lungul Viaz până la râul Dubrovka,. De la Dubrovka s-ar fi săpat un canal de 3 verste prin mlaștina Bîkovskoe până la râul Ikșa, apoi în sud pe Ikșei până la râul Iahroma și de-a lungul Iahromei până la Dmitrov. În total ar fi fost construite 41 de ecluze pentru 103 verste.

## Incidente
- În dimineața zilei de 10 ianuarie 2019 a avut loc un accident pe canalul nr. 294 (între ecluzele nr. 7 și nr. 8), în urma căruia o parte din taluzul barajului din partea de vest a cedat din cauza cedării solului. În plus, Tunelul Tușino construit în 2001 a fost, de asemenea, parțial inundat[28]. În cursul lucrărilor pentru eliminareaconsecințelor accidentului, a fost efectuată o evacuare de urgență a apei, iar, până în seara aceleiași zile, traficul pe autostrada Volokolamsk a fost restabilit.

## Monumente
La inițiativa istoricilor locali și a administrației orașului Dmitrov, la intrarea dinspre sud în oraș, pe malul vestic al canalului, în a fost ridicată la 17 iulie 1997 o cruce comemorativă din oțel de 13 metri cu ocazia a celei de-a 60 aniversări a construirii canalului și în memoria prizonierilor care au murit în timpul construcției acestuia. . O cruce a fost ridicată și în ultimul punct al construcției, Nagatino, la locul de înmormântare a soldaților canalului, lângă fosta tabără a preoților , dar a fost demolată la în ziua de Paștele din 2022 din ordinul autorităților din Nagatino.

## Galerie

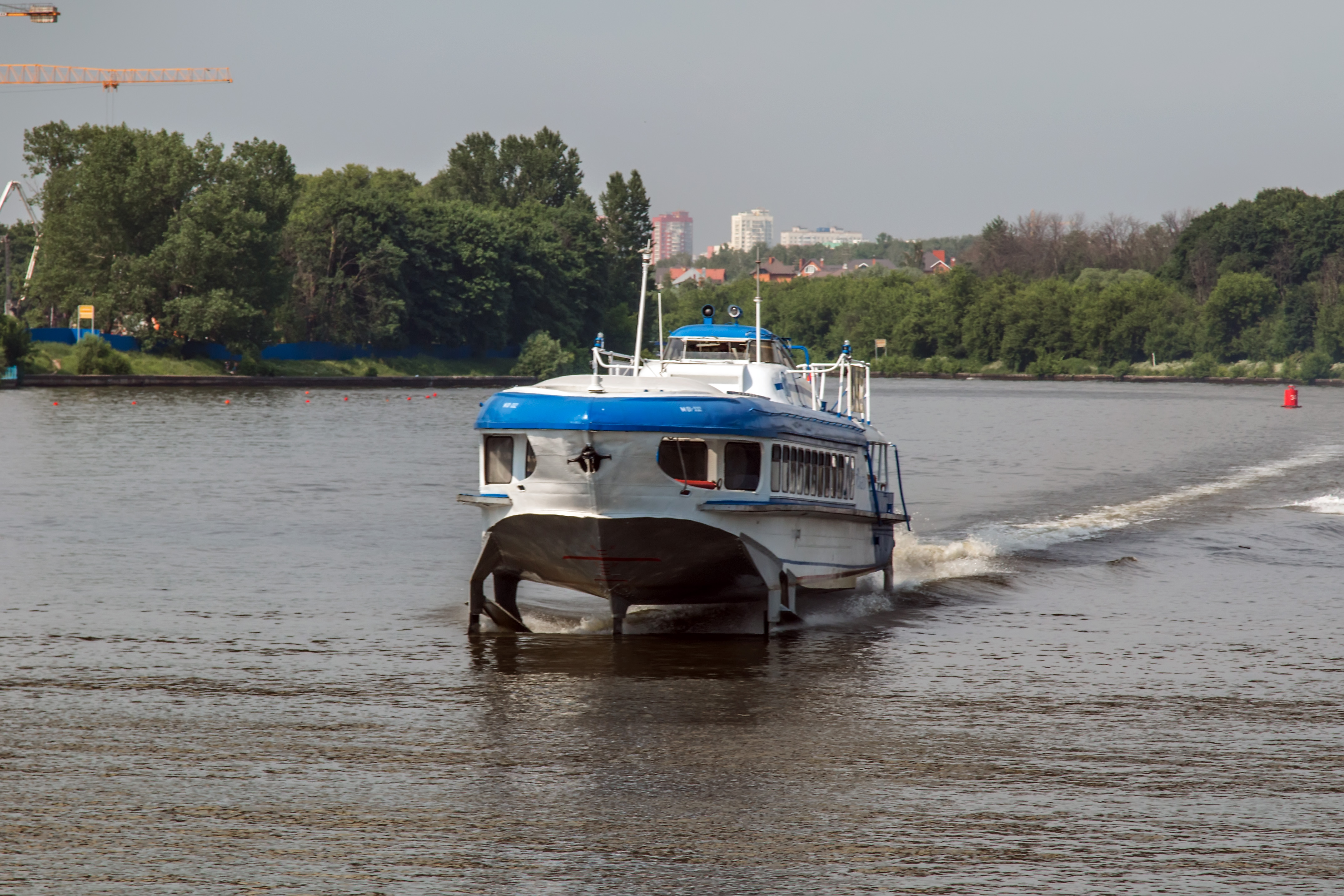
Nava cu motor Raketa-185 pe lacul Himki
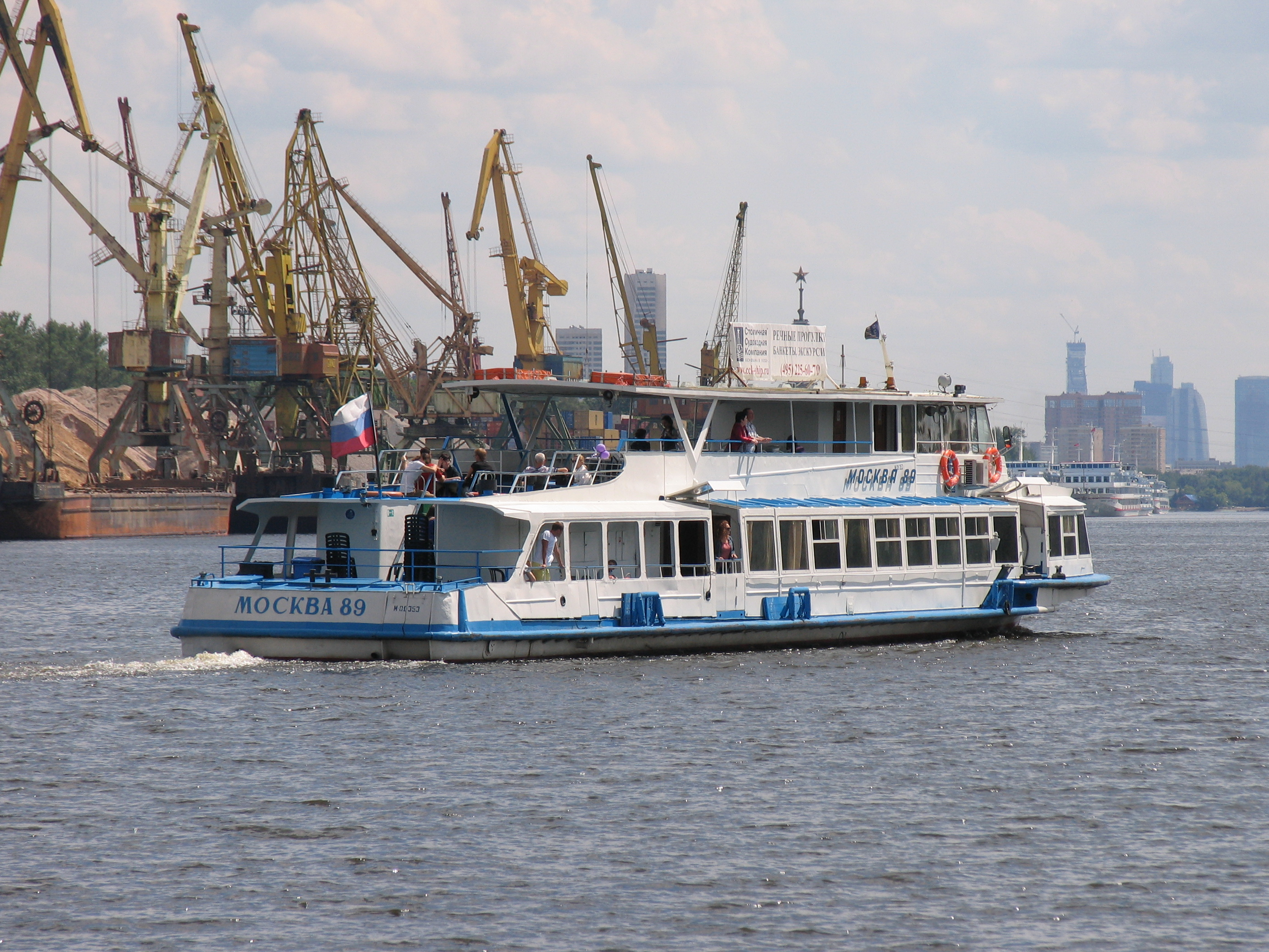
Nava cu motor Moscova-89 pe lacul de cumulare Himki
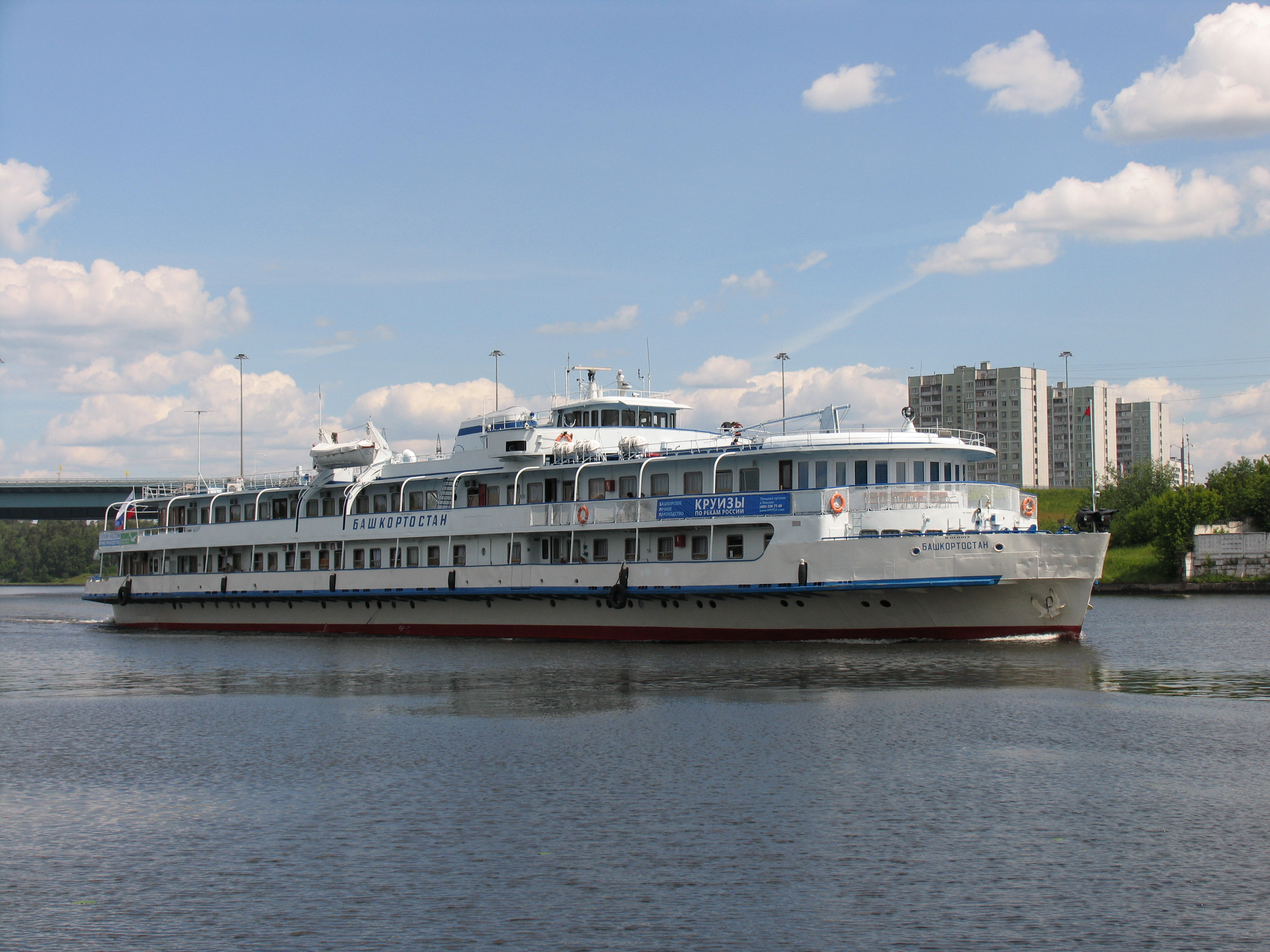
Nava cu motor Moscova-89 pe lacul de acumulare Himki
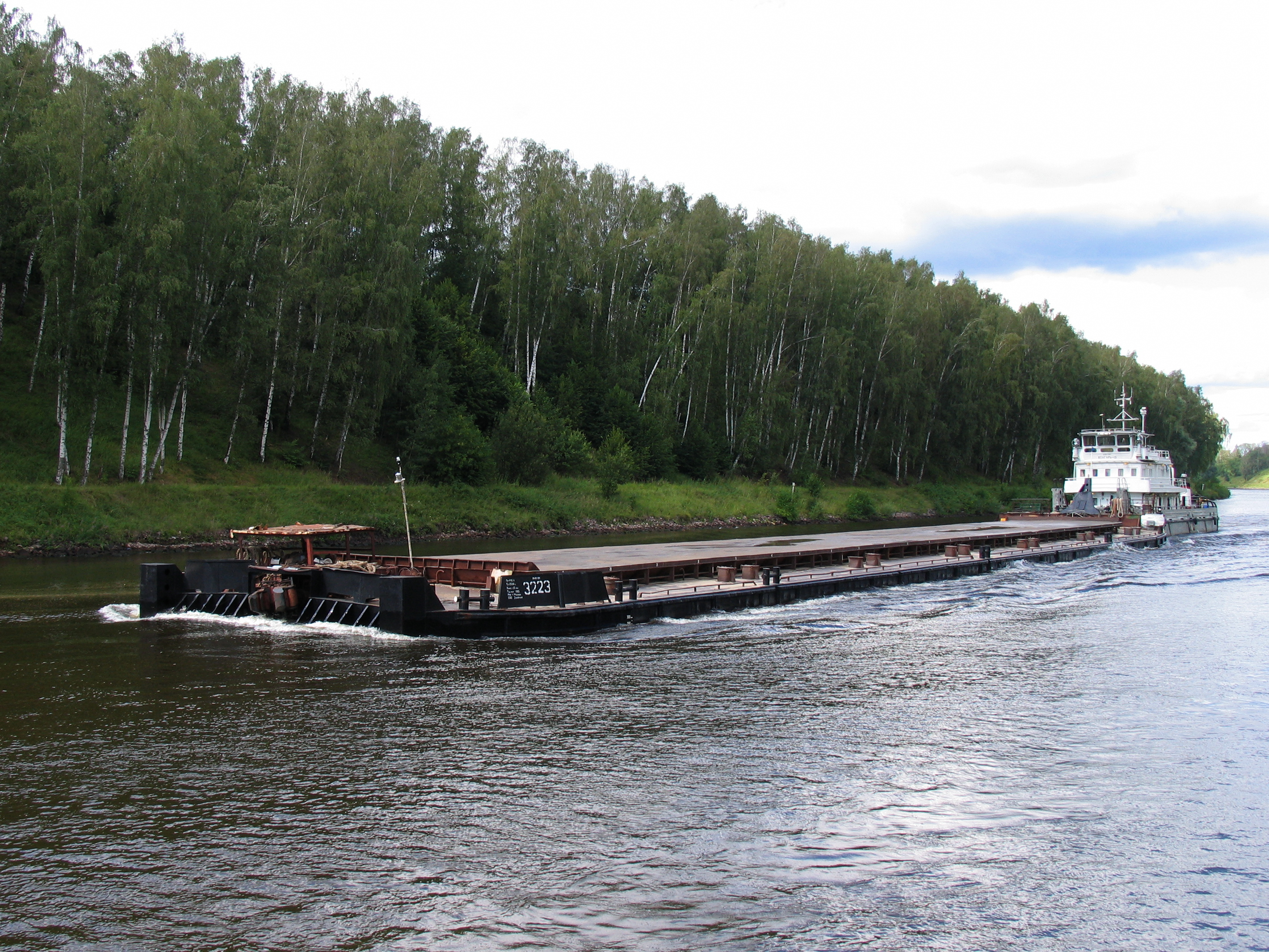
Remorcher împingător Volgar-13
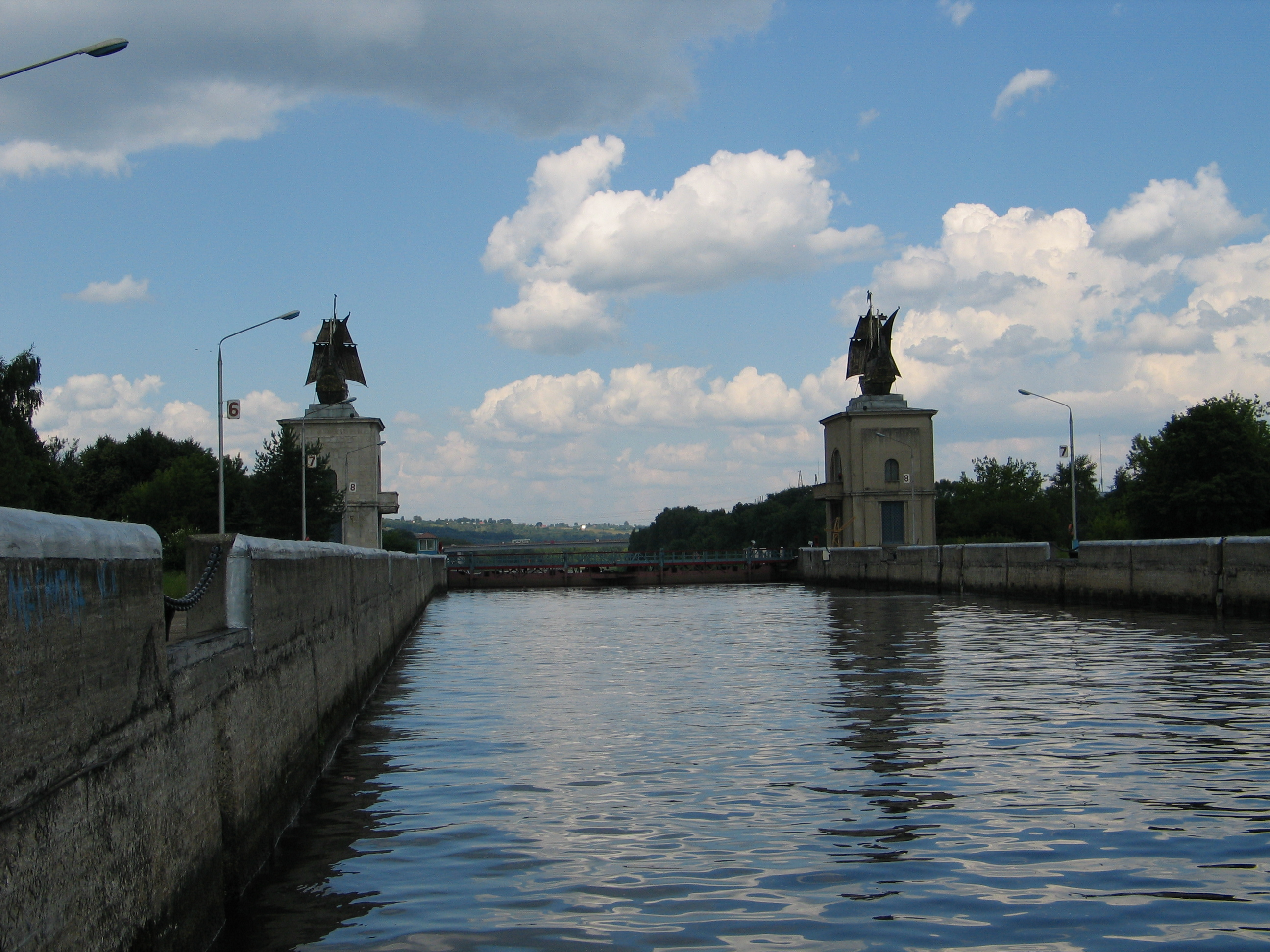
Vedere a barierei de protecție nr. 3
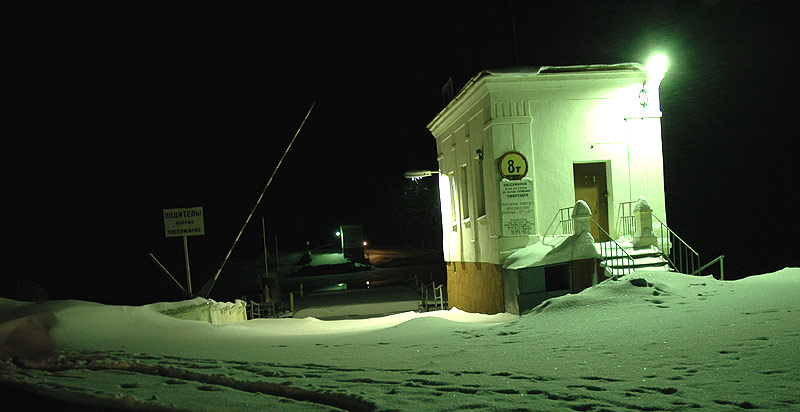
Feribotul nr. 3 iarna
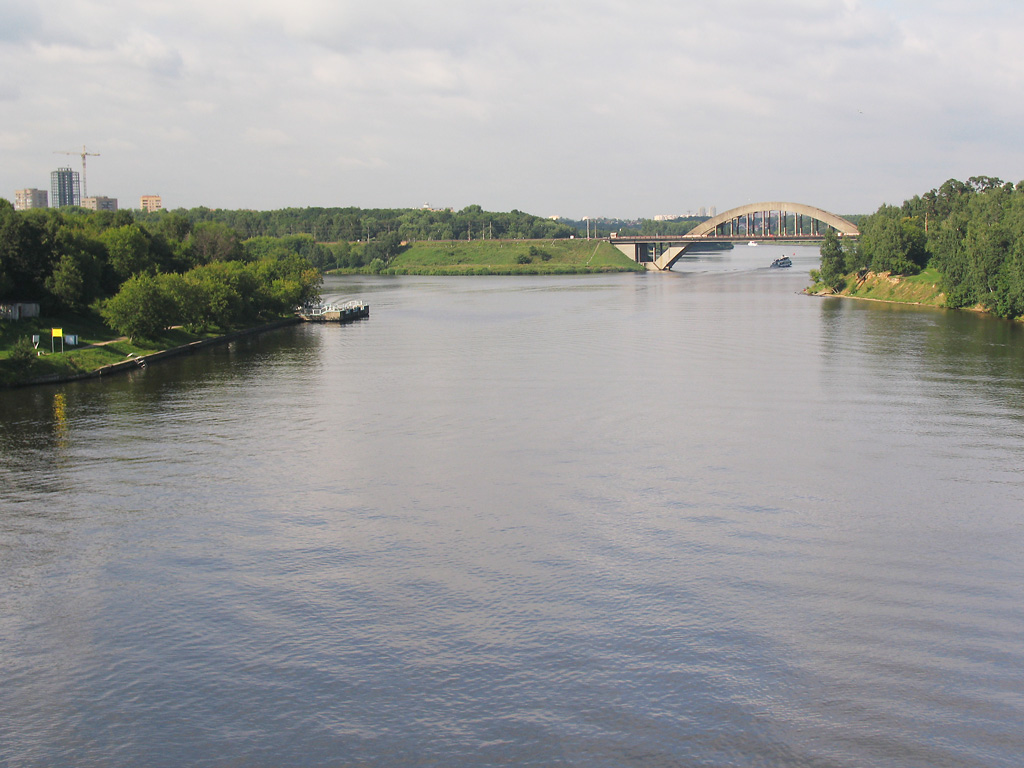
Podul Himki (Calea ferată Octombrie)
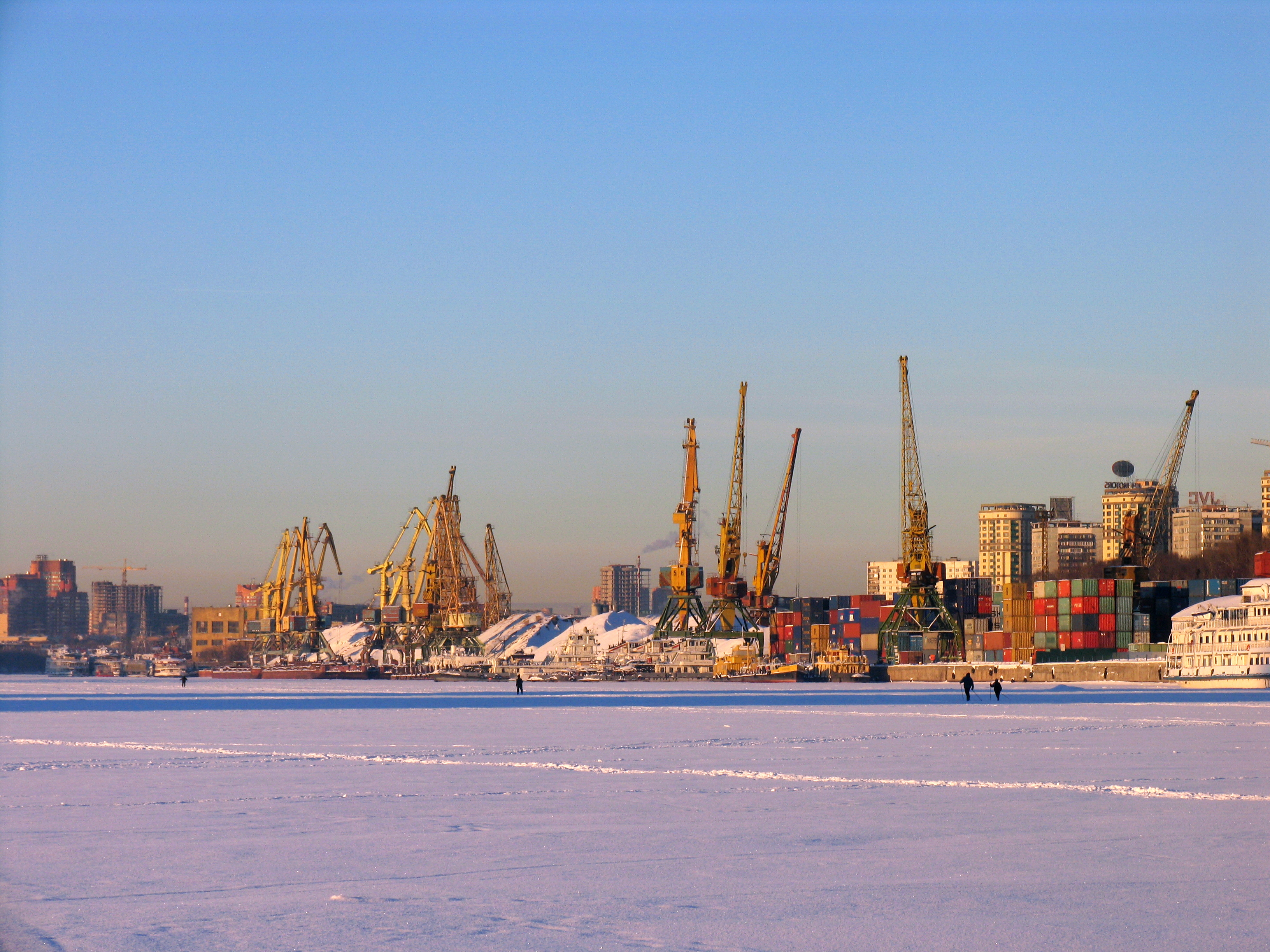
Portul nordic iarna
Plaja Himki în 1964
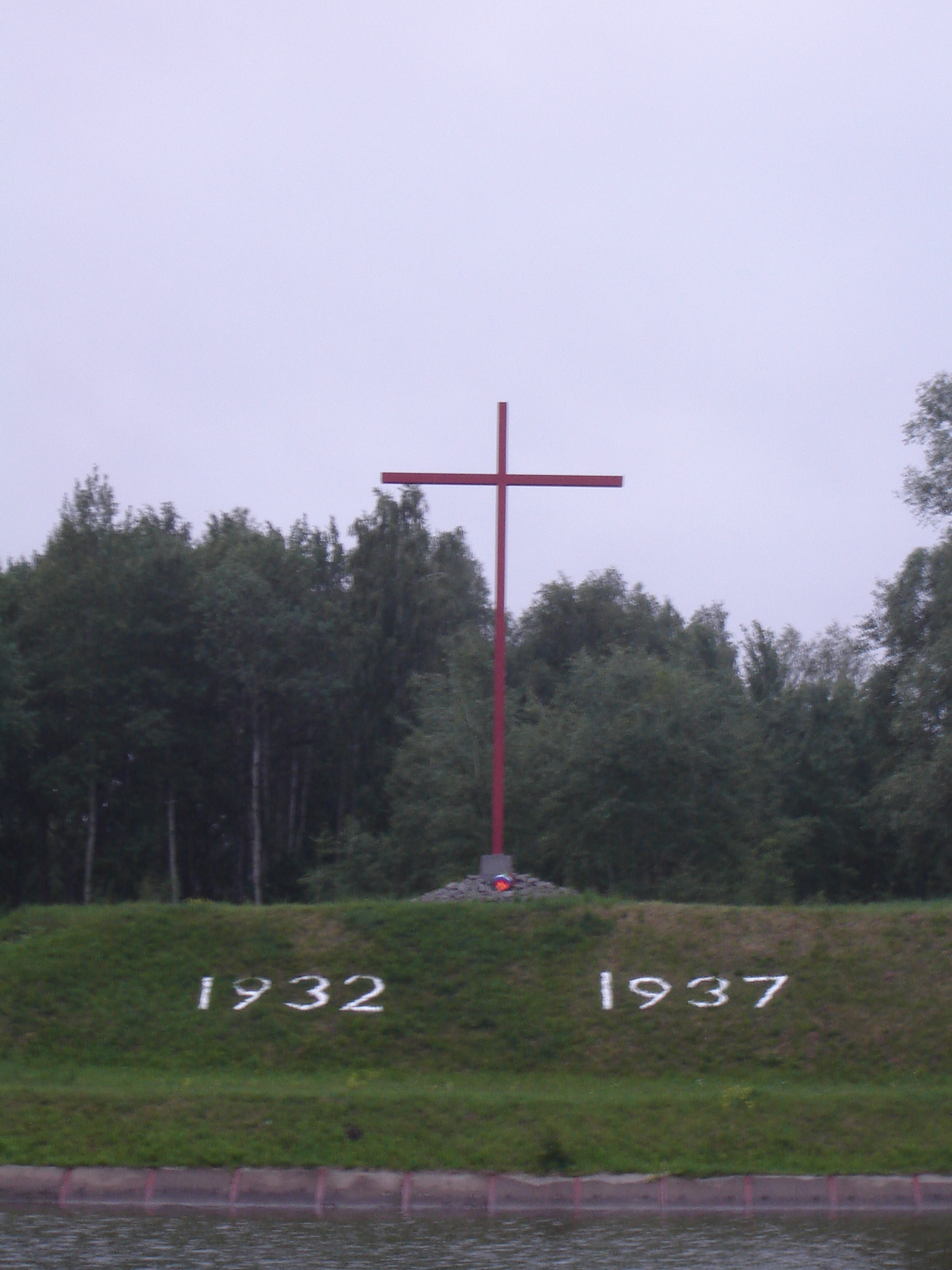
Cruce memorială pentru prizonierii din Dmitrovlag, care au muncit la construirea Canalului Moscova
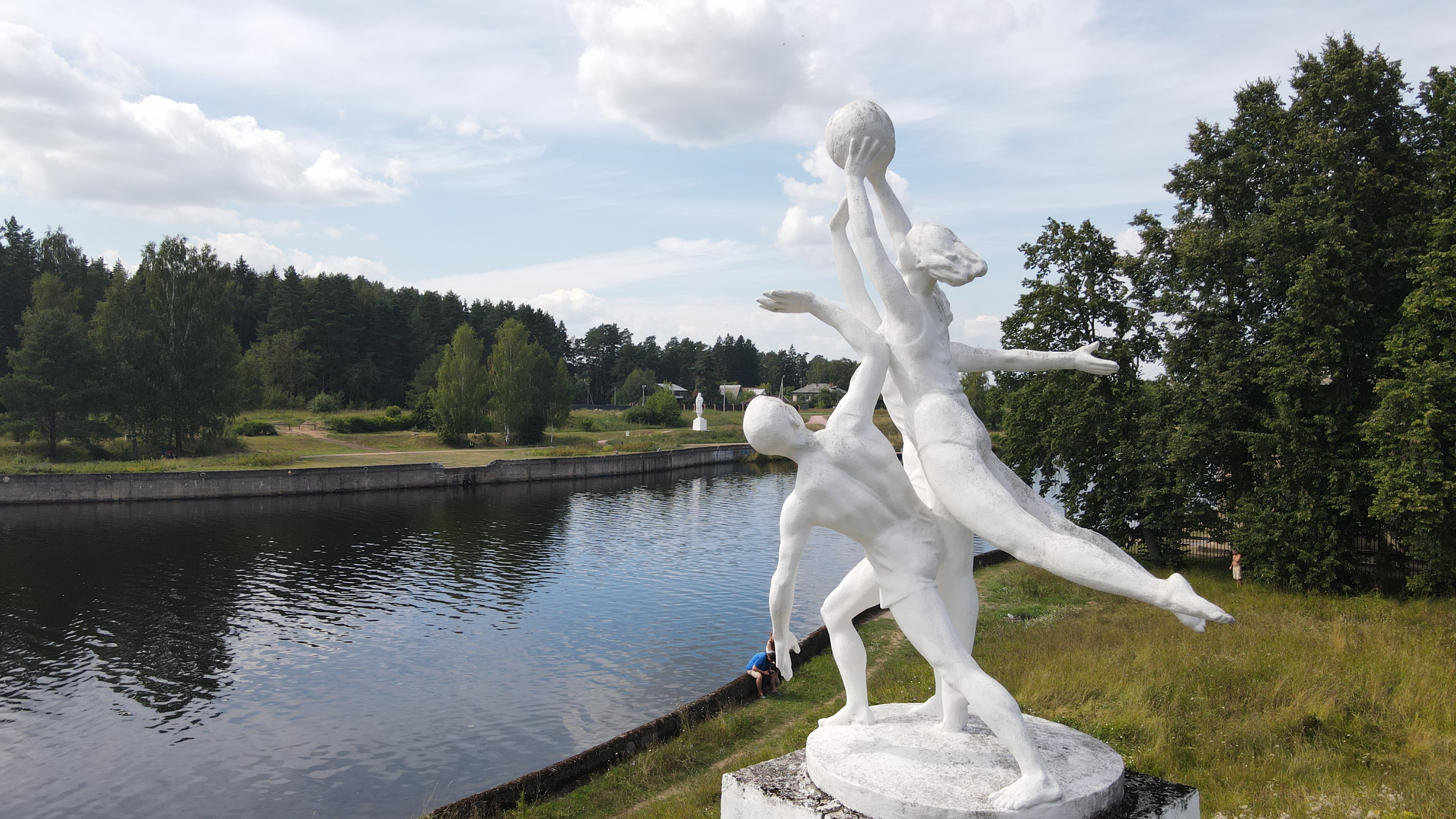
Sculpturi sovietice din Orevo

Seria de timbre poștale URSS, 1947
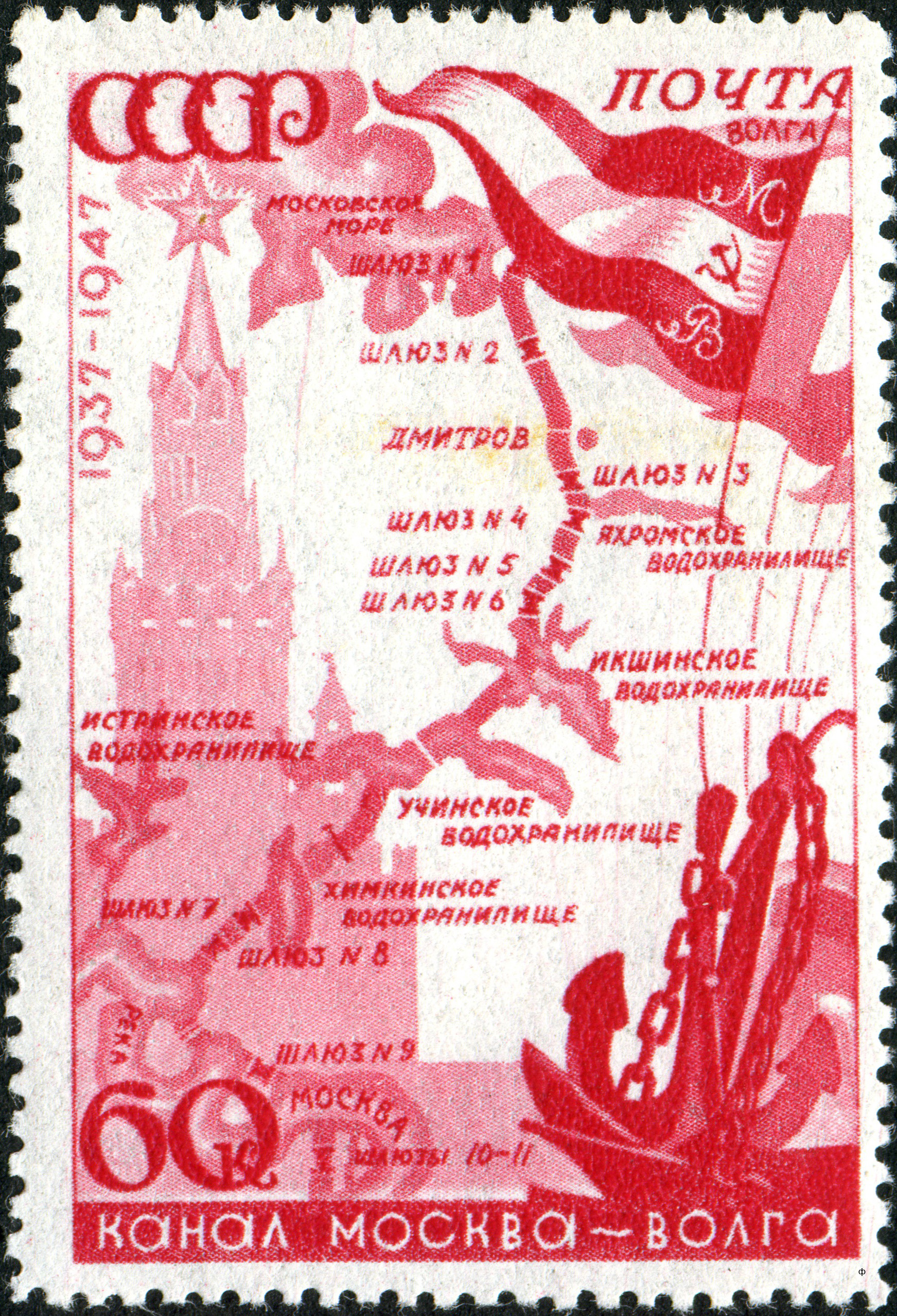
Harta canalului
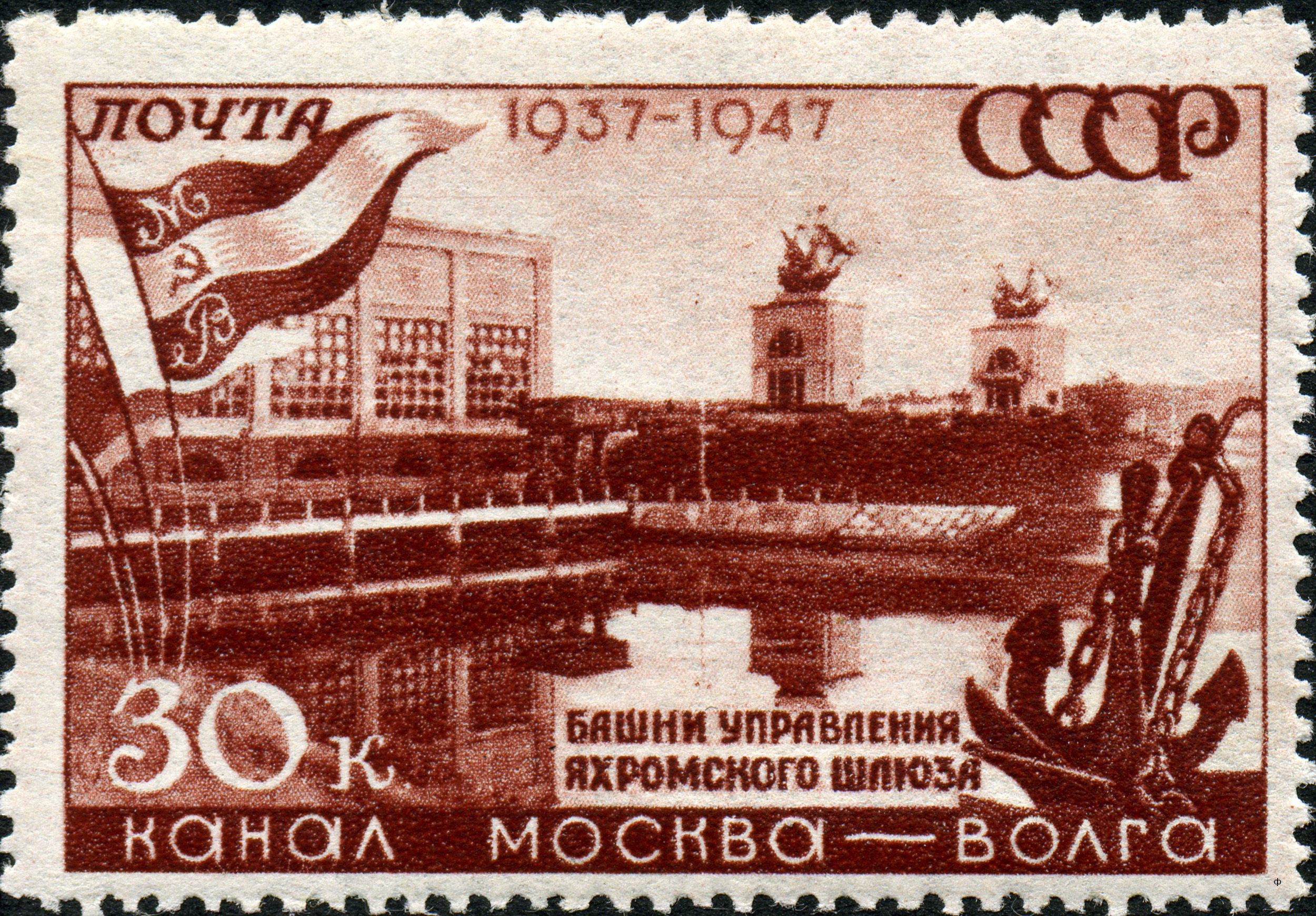
Poarta Iahroma
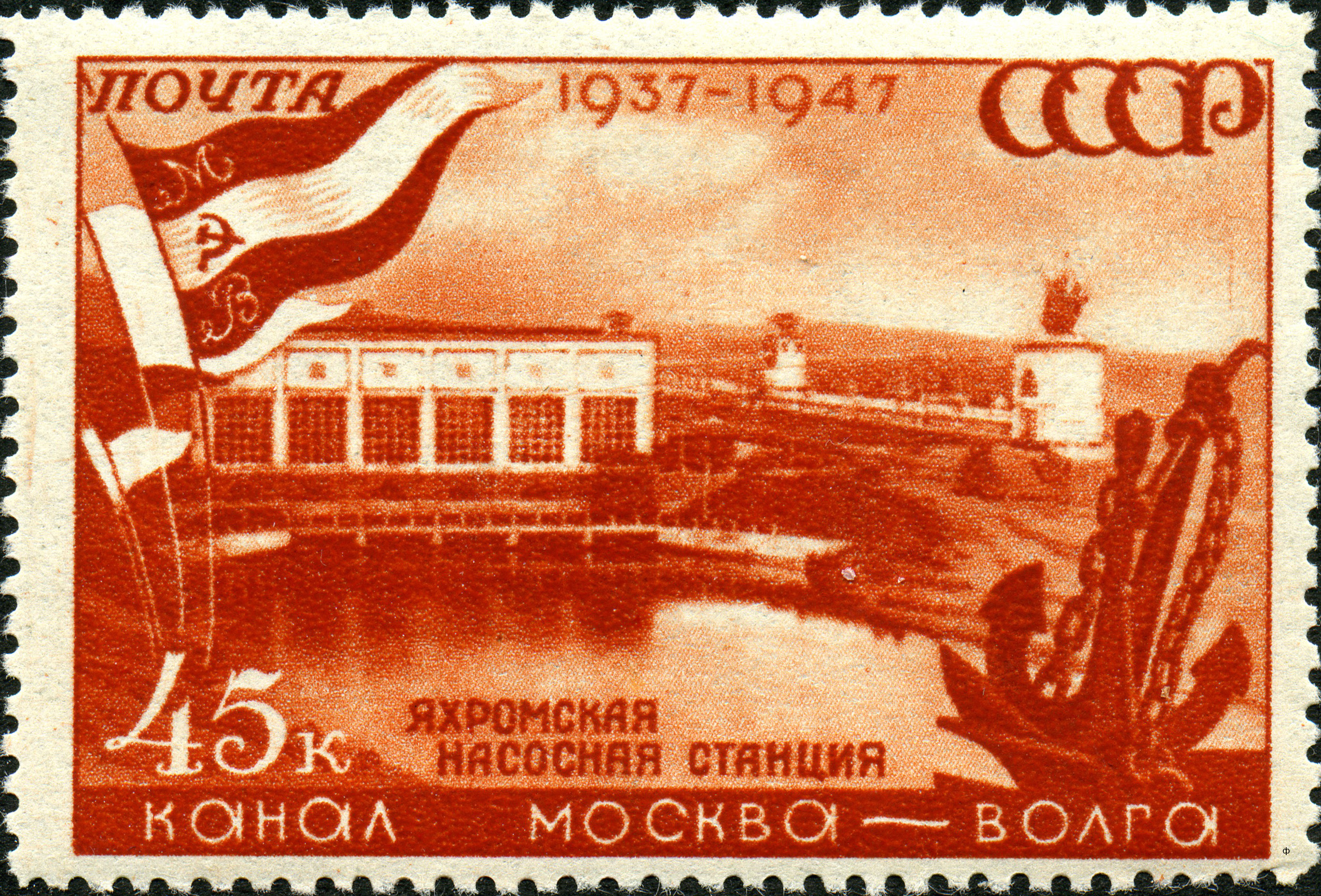
Stația de pompare Iahroma
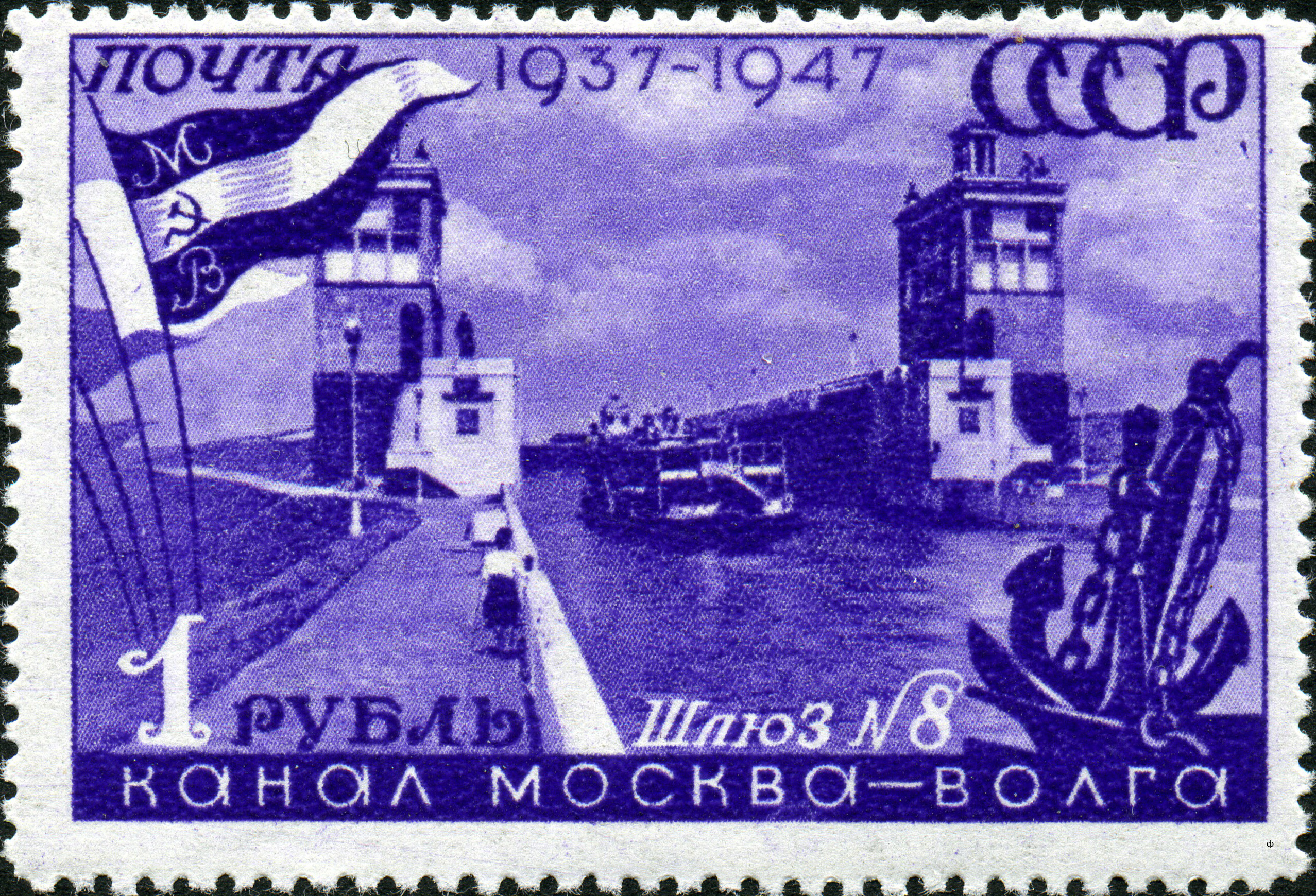
Ecluza № 8
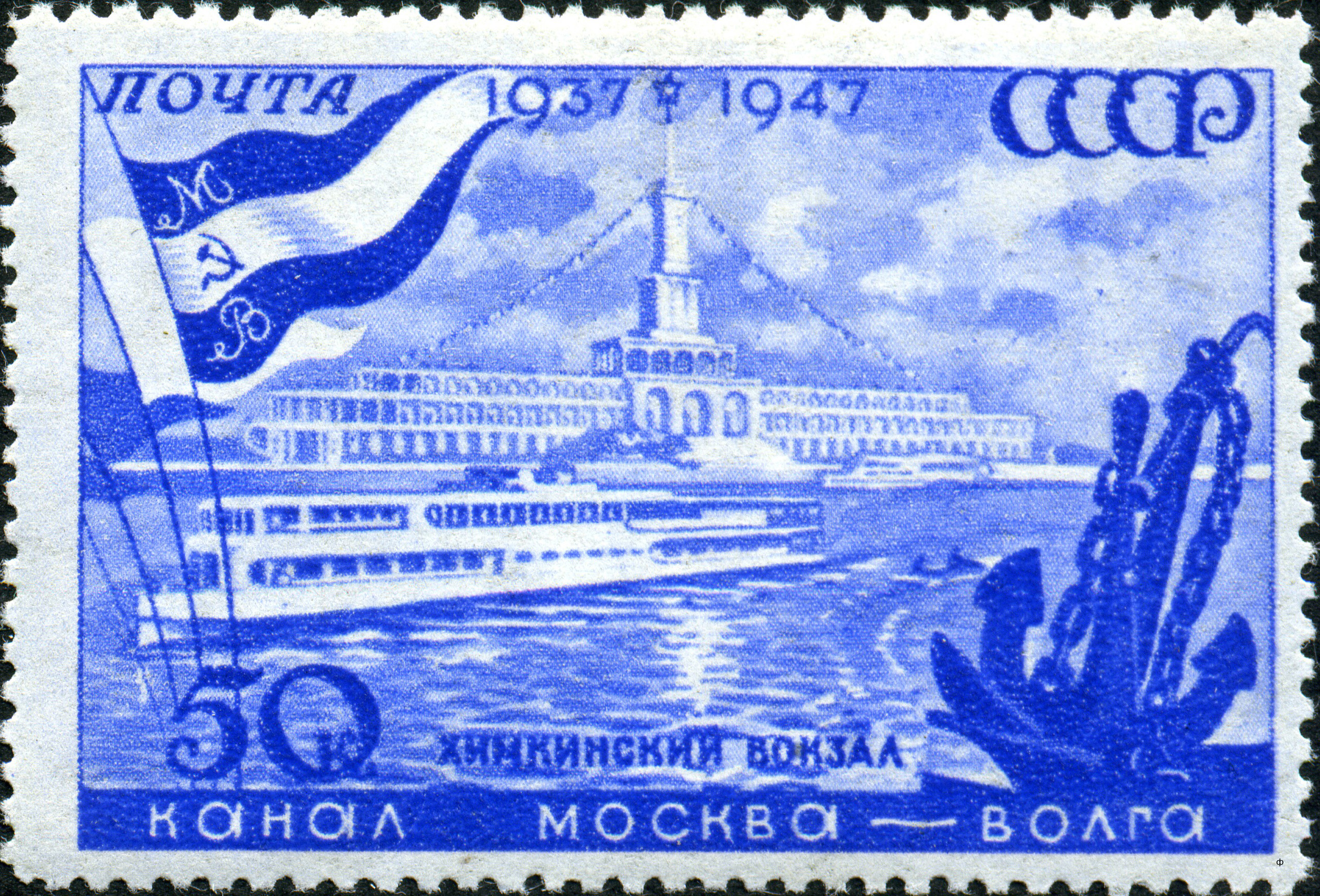
Gara fluvială Himki

Timbre ale Federației Ruse
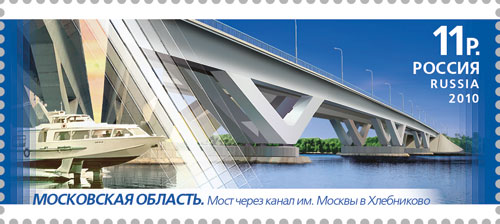
Podul de lângă satul Hlebnikovo (2010)